# Guido Reni

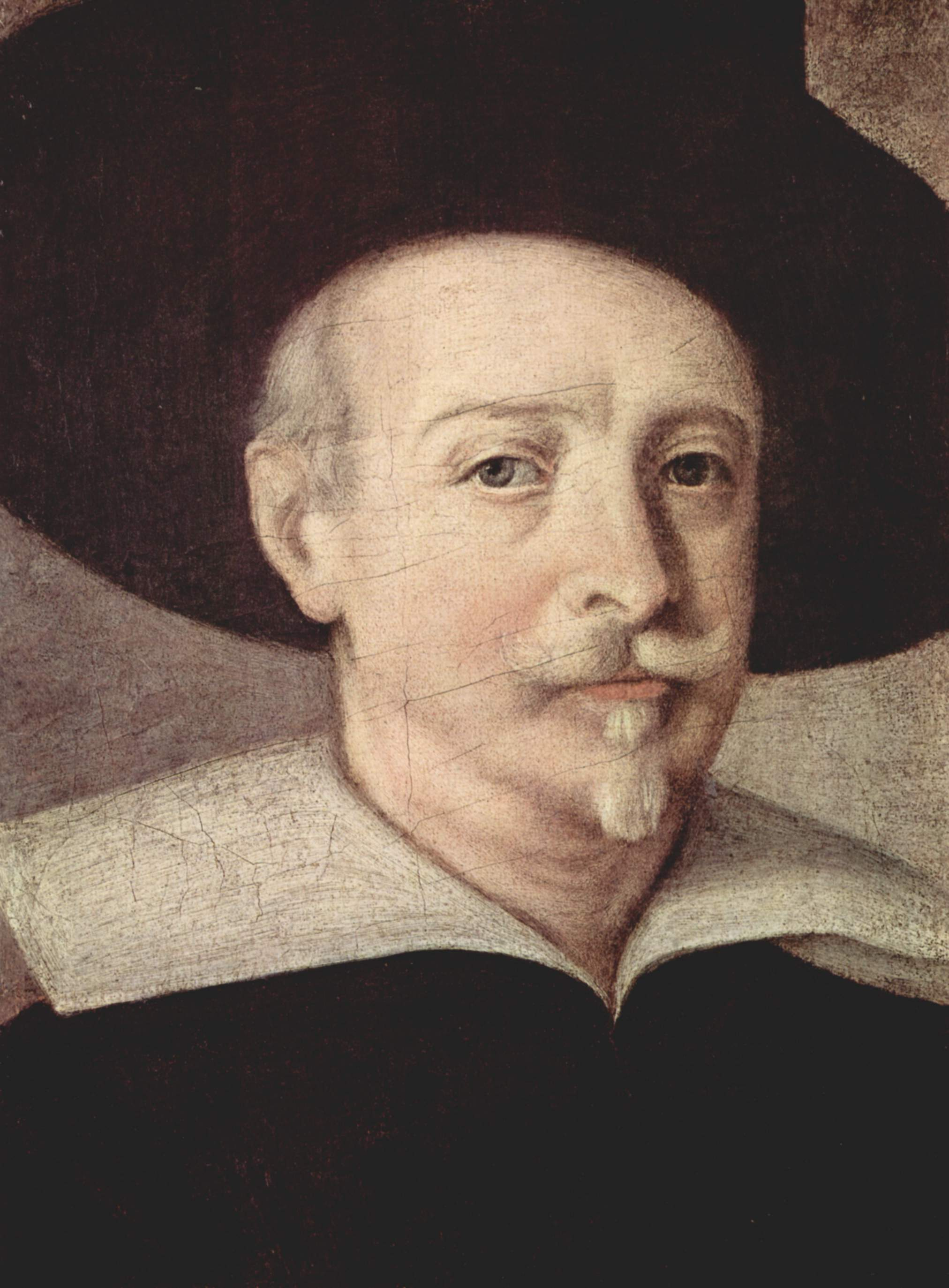
Selbstporträt, um 1635, Öl auf Leinwand, 48,5 × 37,0 cm, Uffizien, Florenz

Guido Reni, genannt il Guido oder il divino Guido („der göttliche Guido“; * 4. November 1575 in Bologna; † 18. August 1642 ebenda) war ein italienischer Maler, Freskant und Radierer der Bologneser Schule und einer der berühmtesten und bedeutendsten Künstler des 17. Jahrhunderts. Er wirkte vor allem in seiner Heimatstadt und in Rom und war der Hauptvertreter eines barocken Klassizismus in der Malerei.

## Leben

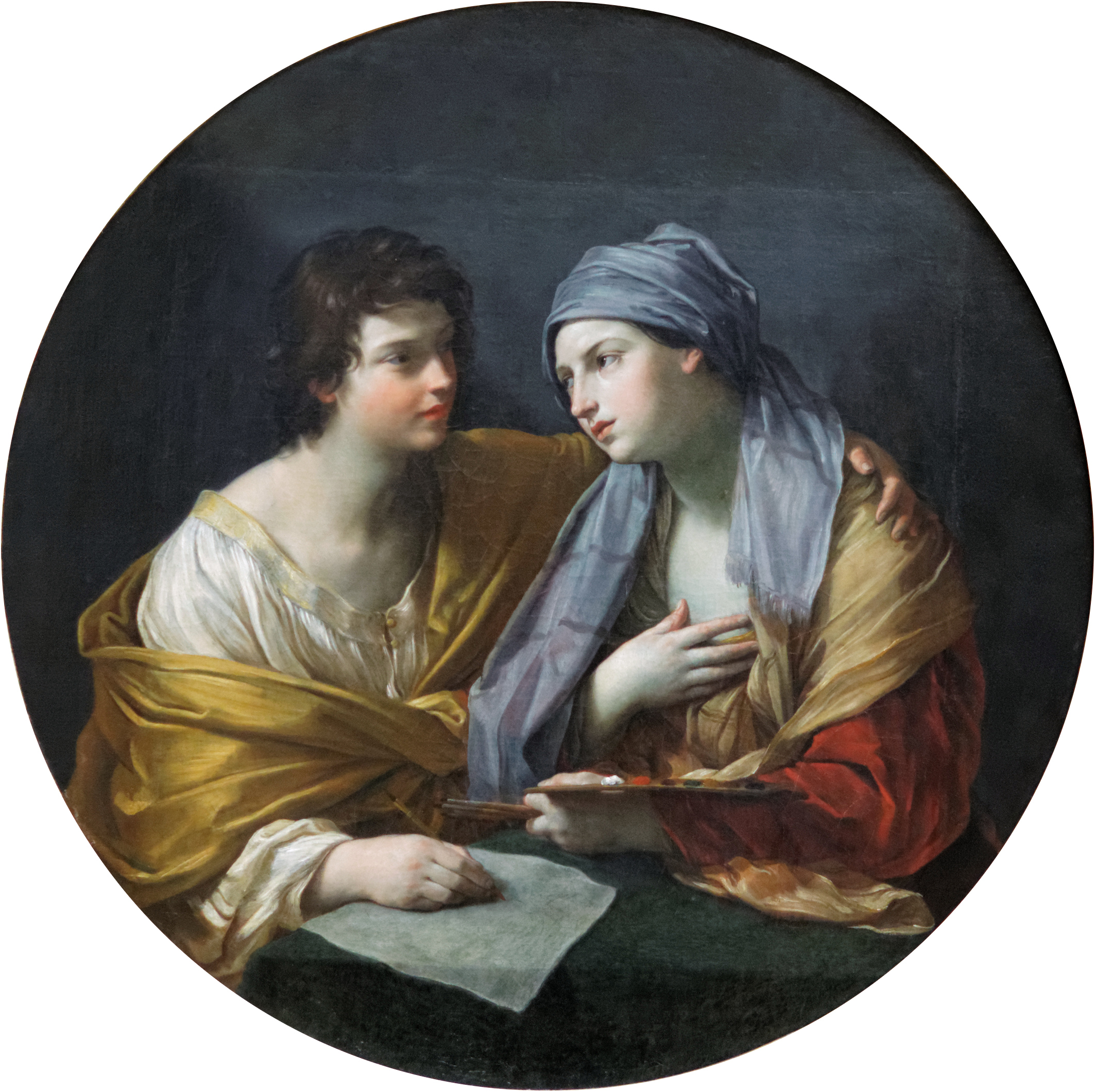
Die Einheit von Disegno und Malerei, 1620–25, Öl auf Leinwand, 81 × 86 cm, Louvre, Paris

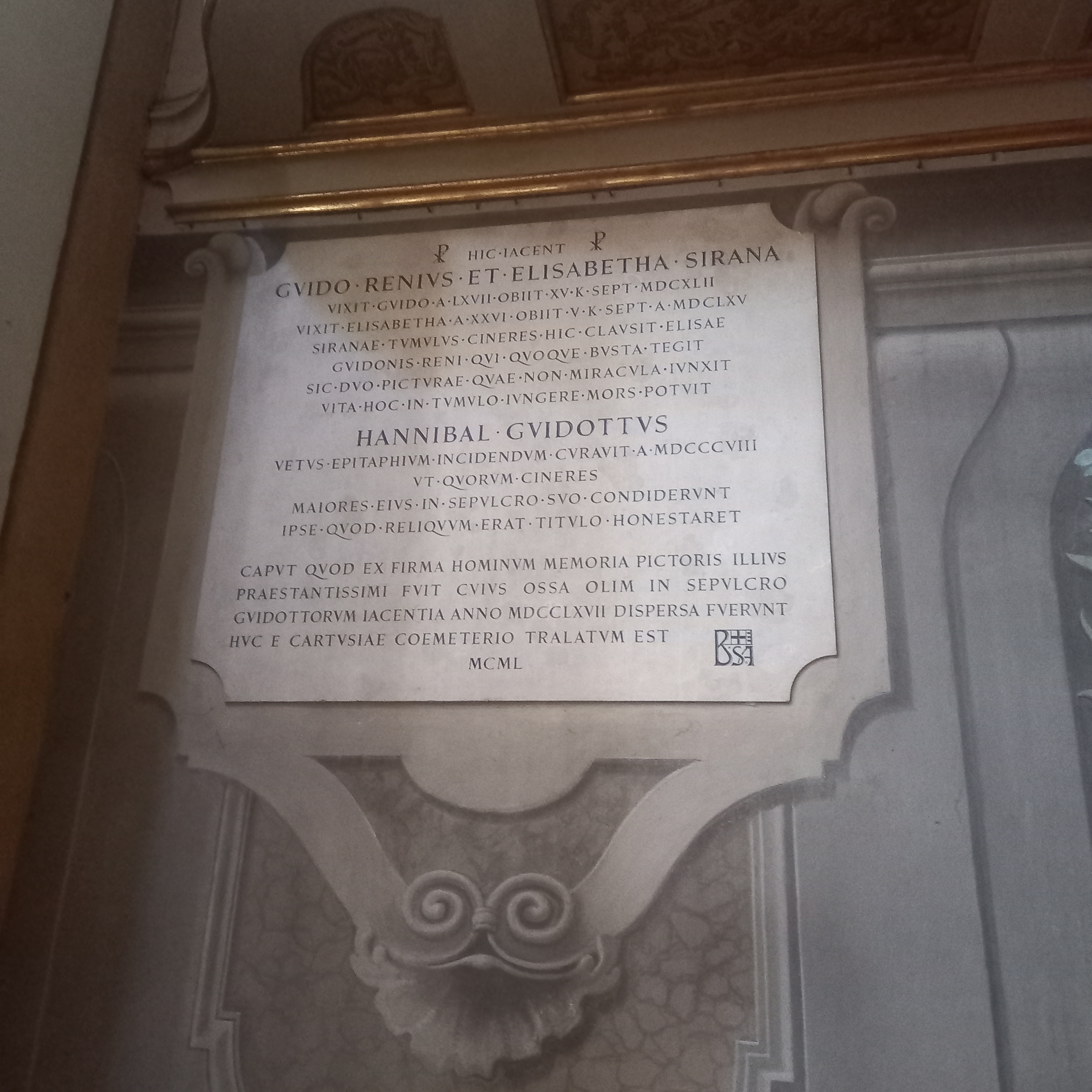
Das Grab von Guido Reni und Elisabetta Sirani in der Kirche San Domenico in Bologna

Reni wurde in Bologna geboren, in manchen Quellen taucht als Geburtsort auch Calvenzano, ein Ortsteil von Vergato südwestlich von Bologna, auf. Sein Vater Daniele Reni war Musiker in städtischen Diensten und in der Kapelle der Kirche San Giacomo de’ Carbonesi (nicht von San Petronio, wie einige spätere Autoren behaupten), und auch die Mutter Ginevra Pozzi stammte aus musikalischem Elternhaus. So erstaunt es nicht, dass Guido Reni als Kind auch eine musikalische Ausbildung bekam, sein Leben lang die Musik mehr als die Literatur liebte und beim Malen auch oft gesungen haben soll (laut Malvasia und Giovanni Battista Passeri). Dies entsprach außerdem der kunsttheoretischen Maxime „ut musica pictura“, die Kunst und Musik in enger fruchtbarer Verbindung sah und unter anderem von den Carracci vertreten wurde.
Guido Reni studierte von etwa 1584 bis 1593 in Bologna bei dem Flamen Denys Calvaert und ging danach in die Accademia degli Incamminati der Carracci. Dort begann er nach lebenden Modellen zu malen, erlernte die Technik des Kupferstichs und Modelle aus Terracotta herzustellen. Besonders beeinflusst wurde er von Lodovico Carracci, mit dem er an einigen Dekorations-Projekten zusammenarbeitete.
Guidos früheste dokumentierte eigene Werke sind ein Fresko mit der Hl. Familie und dem Johannesknaben, die er in der Villa des Malers Cesare Aretusi malte (heute in Privatsammlung, Bologna) und eine Marienkrönung mit vier Heiligen, die er um 1595 für die Olivetaner der Kirche San Bernardo in Bologna schuf (heute in der Pinacoteca Nazionale di Bologna). Im Palazzo Zani (heute: Rossi) schuf er 1596–97 ein Fresko mit dem Sturz des Phaeton.
Anlässlich des Besuchs von Papst Clemens VIII. in Bologna im Jahr 1598 wurde der 23-jährige Guido Reni mit der Bemalung der Fassade des Palazzo del Reggimento beauftragt (nicht erhalten); dabei hatte er neben anderen Mitbewerbern auch seinen eigenen Lehrer Ludovico Carracci aus dem Rennen geschlagen. Im darauffolgenden Jahr wurde Reni in den Rat der Maler-Kongregation von Bologna gewählt.

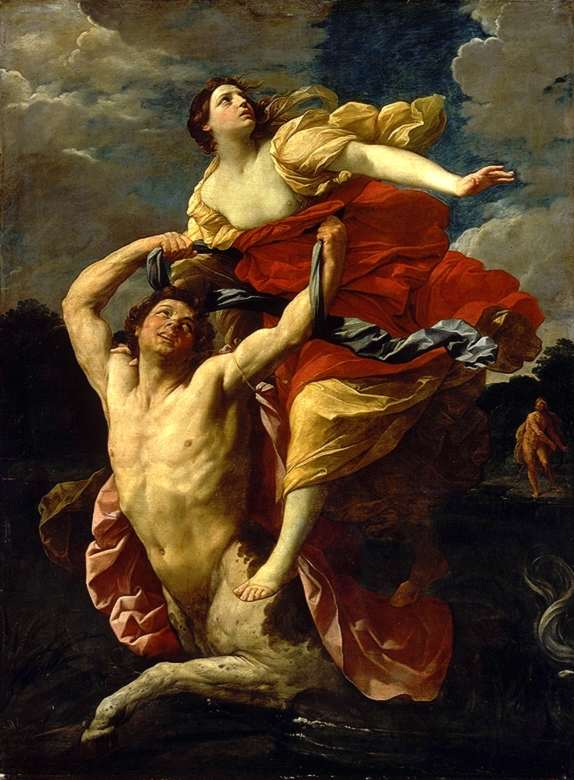
Nessos und Dejanira, 1617–21, Öl auf Leinwand, 193 × 239 cm, Louvre, Paris

Er machte sich außerdem einen gewissen Ruf für gute Kopien nach Bildern von Raffael, und im Auftrag von Kardinal Paolo Emilio Sfondrati malte er eine Kopie von Raffaels Ekstase der hl. Caecilia für die römische Kirche Santa Cecilia in Trastevere. In der Folge ging Reni wahrscheinlich im Jahr 1600 zusammen mit Francesco Albani nach Rom, wo er für denselben Auftraggeber und dieselbe Kirche zwei weitere Bilder malte: das Martyrium der hl. Caecilia und einen Tondo mit der Krönung der Hl. Caecilia und Valeriano.
Rom blieb bis 1614 seine hauptsächliche Wohn- und Wirkstätte, wenn auch mit Unterbrechungen. So kehrte er beispielsweise nach dem Tode von Agostino Carracci im Zeitraum 1602–1603 nach Bologna zurück, um an dessen feierlichen Begräbniszeremonien teilzunehmen, die er auch durch eine Folge von Radierungen dokumentierte. Er arbeitete auch mit Ludovico Carracci an (schlecht erhaltenen) Dekorationen im Kreuzgang von San Michele in Bosco.
Wieder zurück in Rom versuchte er zunächst bei Annibale Carracci unterzukommen, trat aber stattdessen laut Malvasia in die Werkstatt von Cavalier d’Arpino ein. Zu dieser Zeit setzte sich Reni vorübergehend mit dem neuen tenebristischen und naturalistischen Stil von Caravaggio auseinander, wie man beispielsweise an der 1604 für Kardinal Pietro Aldobrandini entstandenen Kreuzigung des hl. Petrus (Pinacoteca Vaticana, Rom) oder an dem Gemälde David mit dem Haupt des Goliath (Louvre, Paris) erkennen kann. Dies war jedoch nur eine vorübergehende Phase, obwohl er später noch in Einzelfällen und passend je nach Thematik den Tenebrismus wiederaufnahm.

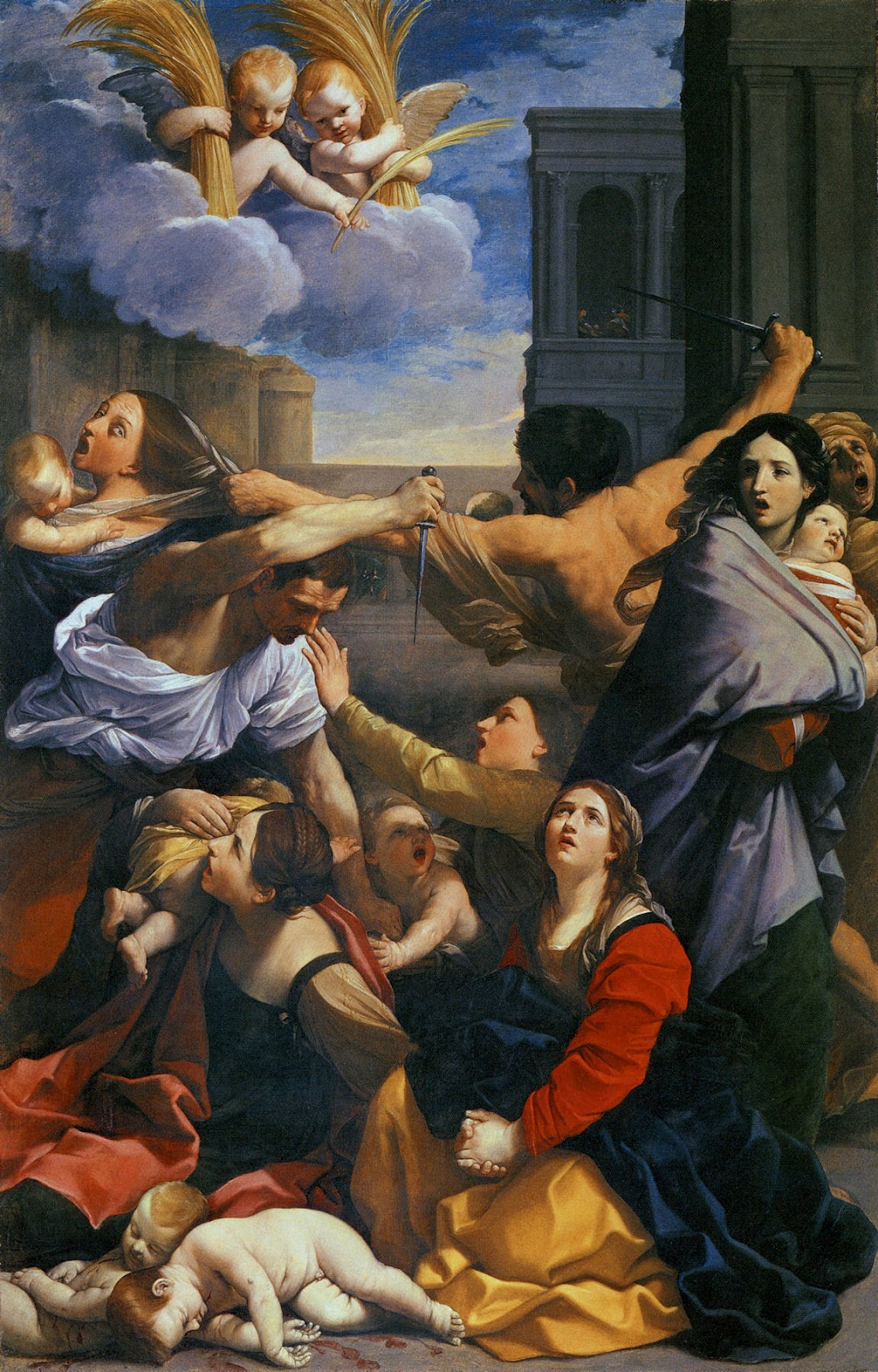
Kindermord in Betlehem, 1611–1612, Öl auf Leinwand, 268 × 170 cm, Pinacoteca Nazionale, Bologna

Ab 1608 folgten mehrere extrem prestigereiche Arbeiten für die mächtige und kunstbegeisterte Familie Borghese, zuerst für Deckenfresken in zwei Sälen des Vatikanpalastes im Auftrag von Papst Paul V. Borghese. Für den Kardinalnepoten Scipione Borghese malte Reni das Fresko Der hl. Andreas, zum Martyrium geführt in der Kirche San Gregorio al Celio – in einer Art künstlerischem Wettbewerb mit Domenichino, der ungefähr gleichzeitig und am selben Ort die Geißelung des hl. Andreas malte.

Weiterhin für die Borghese dekorierte Guido Reni im Quirinalspalast die gesamte Cappella dell’Annunciata, unter Mitwirkung von Mitgliedern der Carracci-Werkstatt, namentlich Giovanni Lanfranco, Francesco Albani und Antonio Carracci; das Hauptaltarbild der Verkündigung in Öl malte Reni allein.
1610 wurde ihm ebenfalls von den Borghese die Dekoration von Teilen der Cappella Paolina in Santa Maria Maggiore anvertraut, allerdings unter der künstlerischen Oberleitung von Cavalier d’Arpino; Reni geriet jedoch in Streit mit dem Schatzmeister der Kirche, brach das Projekt ab und reiste kurzerhand nach Bologna.
Dort soll er die Malerei beinahe aufgegeben haben und sich zunächst als Kunsthändler versucht haben, wurde aber von seinen Kollegen einschließlich seinem Ex-Lehrer Calvaert überzeugt, mit dem Malen weiterzumachen. Während dieser Zeit in Bologna schuf er unter anderem einige Fresken im Palazzo Marescalchi (später: Orlandini) und im Kloster der Serviten, sowie den Bethlehemitischen Kindermord für eine Kapelle in der Kirche San Domenico (heute in der Pinacoteca nazionale di Bologna; siehe Abb.).

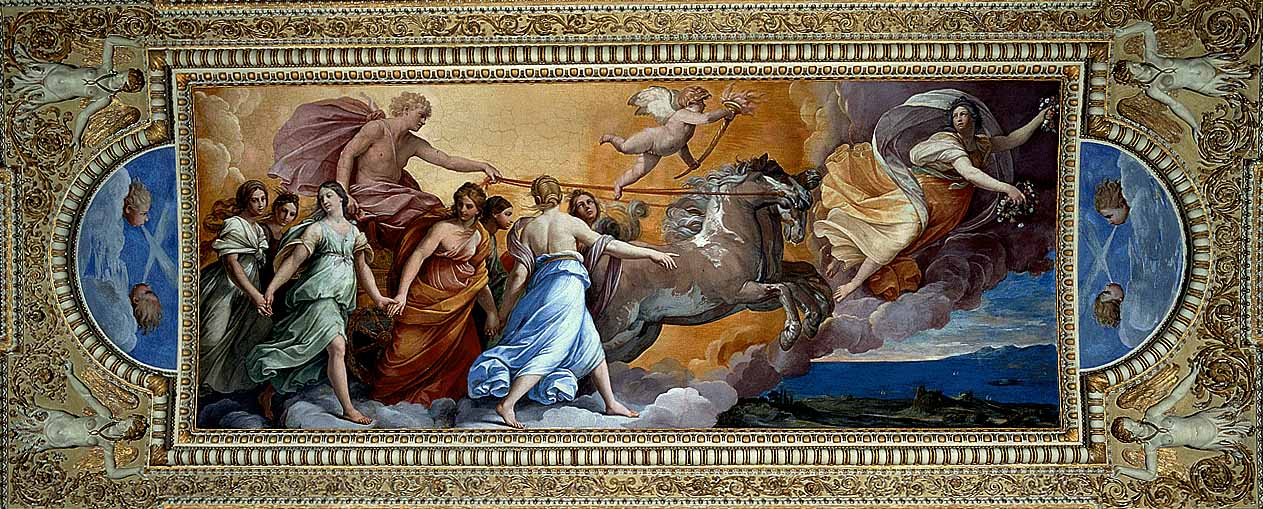
Aurora leitet den Sonnenwagen des Apoll, begleitet von den Horen (1614), Fresko, 280 × 700 cm, Palazzo Pallavicini Rospigliosi, Rom

1612 kehrte er nach Rom zurück, wo er die Arbeiten in der Cappella Paolina zu Ende brachte und wiederum für Scipione Borghese in leuchtenden Farben das vielbewunderte Deckenfresko der Aurora, die den Sonnenwagen des Apoll leitet (1614) im Casino des heutigen Palazzo Pallavicini Rospigliosi malte, das zu seinen berühmtesten Meisterwerken zählt und bereits seinen barocken Klassizismus in voller Ausprägung zeigt. Bevor Reni nach Bologna zurückreiste, machte er nachweislich einen Abstecher nach Neapel, ohne dass man wüsste, was er dort unternahm.
Danach lebte er für den Rest seines Lebens mit wenigen kurzen Unterbrechungen in seiner Heimatstadt, wo er spätestens ab dem Tode Ludovico Carraccis (1619) der führende Künstler war, eine große Werkstatt leitete und die wichtigsten Aufträge von kirchlichen und privaten Kunden bekam. Gleich nach seiner Rückkehr schuf er das Deckenfresko mit der Glorie des hl. Dominikus (1615) in einer Kapelle der Kirche San Domenico. Zu den bedeutendsten Werken dieser Zeit gehören außerdem die sogenannte Pietà der Bettler (Pietà dei Mendicanti) und das Kruzifix der Kapuziner (heute: Pinacoteca nazionale di Bologna) sowie die ganz barock empfundene und auch von Tizian inspirierte Himmelfahrt Mariä (1616) für die Chiesa del Gesù in Genua.

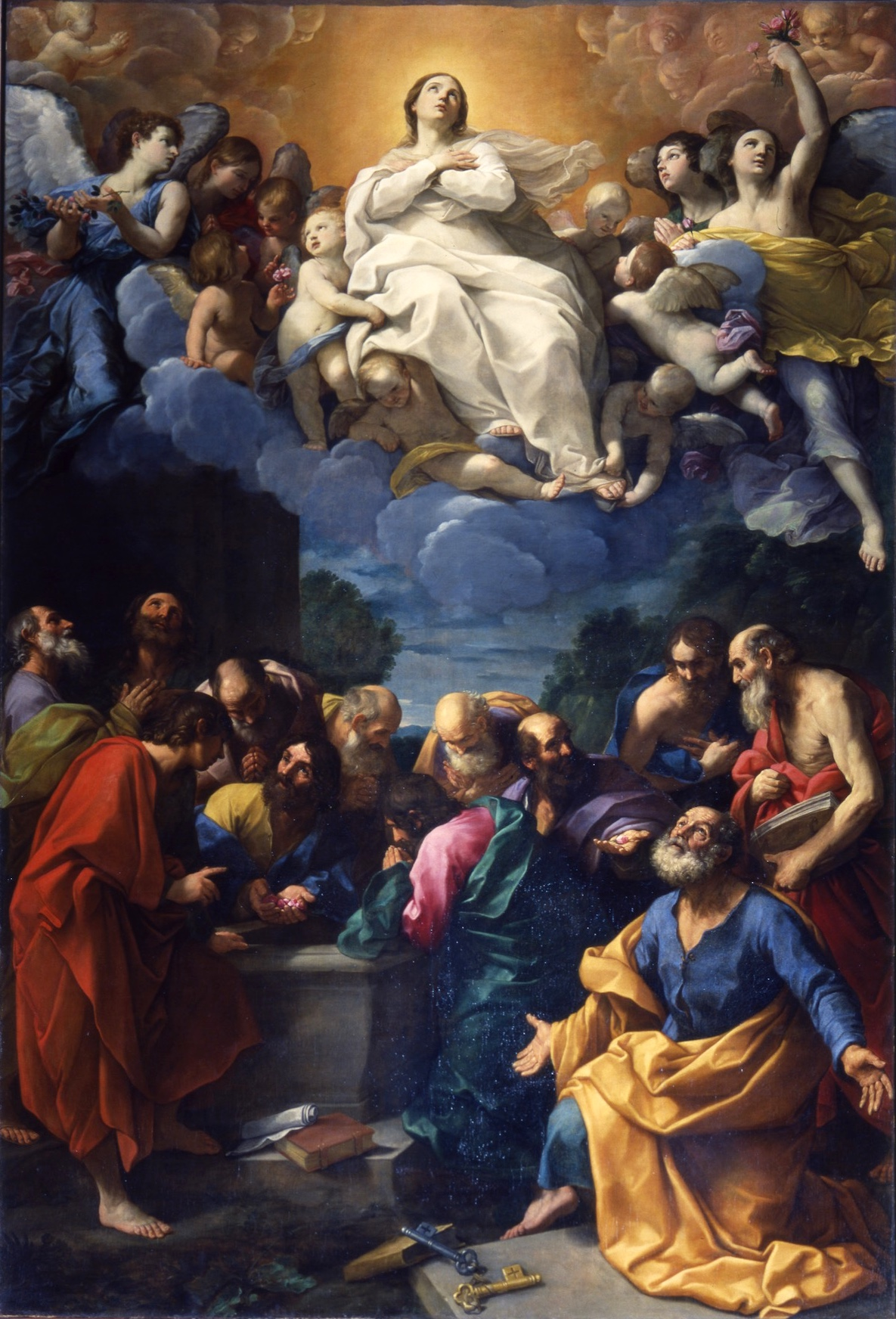
Mariä Himmelfahrt, 1616, Öl auf Leinwand, 442 × 287 cm, Chiesa del Gesù, Genua

1616 vollendete er das Deckenfresko der Sakramentskapelle im Dom zu Ravenna, zusammen mit seinen Mitarbeitern Francesco Gessi, Giovanni Giacomo Sementi und Bartolomeo Marescotti. 1617 wollte ihn Herzog Ferdinando Gonzaga nach Mantua holen, aber Reni lehnte mit der Begründung ab, dass ihn die Arbeit an Fresken „todkrank“ mache; er war aber bereit, einen vierteiligen Herkules-Zyklus in Öl zu malen und nach Mantua zu senden (heute im Louvre, Paris). Für andere Privatkunden malte er ebenfalls mythologische Szenen, oft in mehreren Versionen, wie Atalanta und Ippomene (in Neapel und Madrid) oder den Kindlichen Bacchus (in Dresden und Florenz).
1619 begannen die Verhandlungen für die Dekoration der Cappella del Tesoro di San Gennaro im Dom von Neapel, wo Reni von April bis Mai 1622 mit den Arbeiten beginnen wollte; aber nach einem Mordanschlag auf seinen Diener reiste er zur Enttäuschung seiner neapolitanischen Auftraggeber unverzüglich wieder ab. Während dieser Zeit entstanden vermutlich einige Bilder für die neapolitanische Kirche San Filippo Neri, die sich heute in der Bildergalerie der Girolamini befinden.
Er erhielt weiterhin viele Aufträge für Altarbilder aus ganz Europa, wie beispielsweise eine Maria Immaculata für Sevilla (heute: Metropolitan Museum, New York) oder eine Verkündigung für die französische Königin Maria de’ Medici (heute: Louvre, Paris).
Die heute im Kunsthistorischen Museum in Wien befindliche Taufe Christi (1622–23; siehe Abb. unten in Galerie) malte Reni ursprünglich für den in Bologna ansässigen flämischen Silberschmied oder Juwelier Jan Jacobs, der ein Freund seines Lehrers Calvaert war.
1625 schuf er im Auftrag von Kardinal Ludovico Ludovisi das große Altarretabel der Kirche Santissima Trinità dei Pellegrini in Rom mit einer Darstellung der Heiligen Dreifaltigkeit. Zwei Jahre später ging er noch einmal nach Rom, um für Kardinal Barberini im Petersdom einen Freskenzyklus über das Leben des Attila zu malen – es kam jedoch nicht dazu, weil Reni aufgrund von Unstimmigkeiten nach kurzer Zeit wieder abreiste. Es wird auch vermutet, dass Reni die Freskomalerei aufgab, weil es ihm mittlerweile zu gefährlich und anstrengend war, auf hohen Gerüsten zu arbeiten.

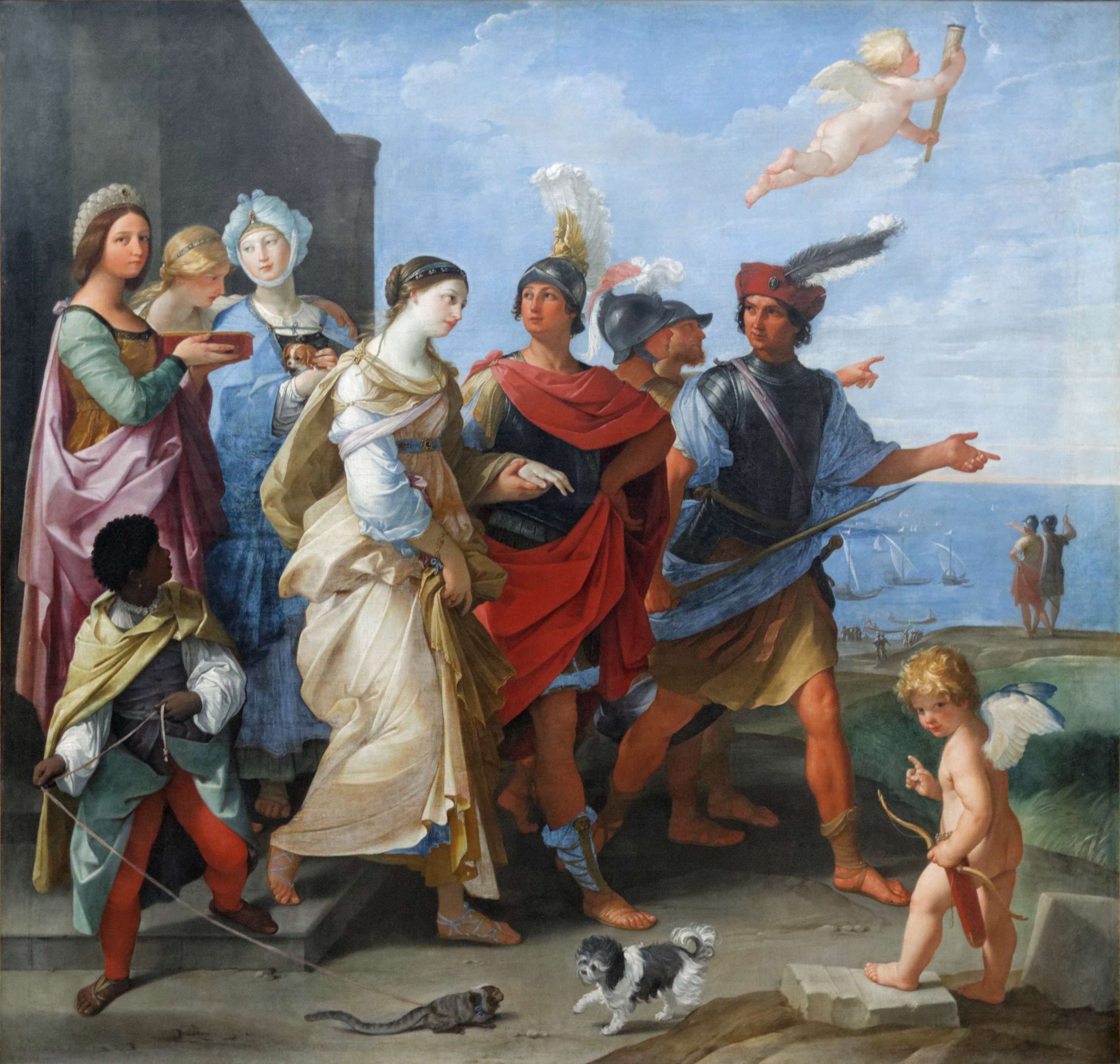
Entführung der Helena, 1626–31, Öl auf Leinwand, 253 × 265 cm, Louvre, Paris

Guido Reni war befreundet mit den Bologneser Schriftstellern Cesare Rinaldi, Gaspare Bombaci und Andrea Barbazza, die seinen Ruhm durch ihre Werke verbreiteten. Zuvor hatte schon Giovan Battista Marino den Maler in seiner Galleria (1620) mit schmeichelhaften Zeilen bedacht. Renis ursprünglich für den König von Spanien Philipp IV. gemalte Entführung der Helena (Louvre, Paris) wurde nicht zuletzt deshalb eins der berühmtesten Bilder seiner Zeit, weil es von mehreren Dichtern besungen wurde. Von dem Bild fertigte Reni zusammen mit seiner Werkstatt auch eine halb-autographe Replik für Kardinal Bernardino Spada, den er auch porträtierte – beide Bilder sind heute in der Galleria Spada in Rom zu sehen.
Zu seinen bedeutenden Werken gehört auch die sogenannte Pala del Voto o della peste (Gelöbnis- oder Pest-Altar), eigentlich eine Rosenkranzmadonna mit Schutzheiligen von Bologna, die er nach einer überstandenen Pestepidemie 1631–32 in Öl auf Seide malte und die sich ursprünglich im Palazzo Pubblico von Bologna befand (heute: Pinacoteca nazionale, Bologna).
Weitere Altarbilder schuf er für Kirchen in Forlì, Castelfranco Emilia, Ascoli Piceno, Pesaro, Siena und Rom, daneben Andachtsbilder sowie mythologische oder allegorische Szenen verschiedener Größe für zahlreiche Privatkunden. Das meiste davon befindet sich heute verstreut in Museen auf der ganzen Welt.

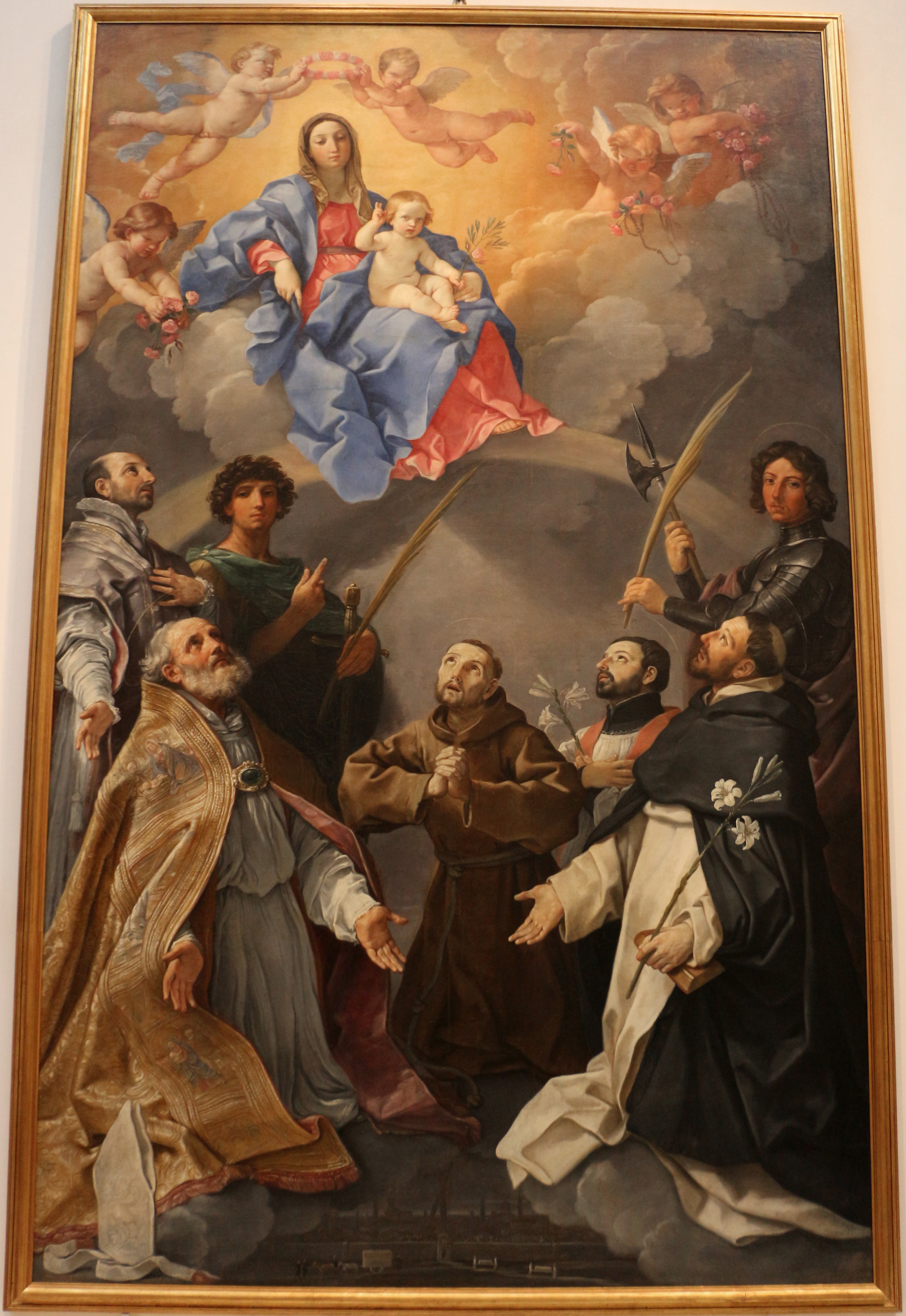
Thronende Madonna mit den Schutzheiligen von Bologna (sog. Gelöbnis- oder Pest-Altar), 1631–32, Öl auf Seide, 382 × 242 cm, Pinacoteca Nazionale, Bologna

Über Guido Reni als Privatperson ist relativ viel bekannt, da beispielsweise sein früher Biograph und Verehrer Malvasia ihn persönlich kannte und mit ihm befreundet war. Demnach war der Maler ziemlich fromm und hatte ein inniges Verhältnis zu seiner Mutter, von der er auch ein Porträt malte. Ansonsten soll er Frauen gegenüber eher misstrauisch und kühl gewesen sein. Er soll auch Angst vor Hexen gehabt haben – wahrscheinlich keine Seltenheit zu seiner Zeit – und dass man ihn vergiften könnte.
Reni verdiente ziemlich viel Geld mit seiner Kunst, lebte aber auch auf großem Fuße und war immer gut und nach der neuesten Mode gekleidet. Freunden und Schülern gegenüber war er großzügig und spendete anonym Geld für wohltätige Zwecke; auf der anderen Seite soll er aber auch empfindlich und reizbar gewesen sein und war zerstritten mit mehreren seiner Kollegen (Albani und Domenichino) und Lehrern (Calvaert und Ludovico Carracci).
Ein ganz großes Problem war seine Spielsucht, die ihn immer wieder in finanzielle Schwierigkeiten brachte und die von diversen Autoren bezeugt ist (Malvasia, Sandrart). Dies hatte letztendlich sogar Auswirkungen auf seine Kunst, da Reni manchmal aus Geldnot schnell ein paar Bilder malte. Malvasia berichtet auch, dass der Künstler vor hohen Besuchern aus italienischen oder europäischen Adelshäusern oder anderen Kunstkennern zuweilen regelrechte Vorstellungen gab, bei denen er seine Schnelligkeit und Meisterschaft zur Schau stellte, indem er innerhalb weniger Stunden ein Bild mittlerer Größe vor den Augen seiner Zuschauer malte (Malvasia, 1678, S. 83).

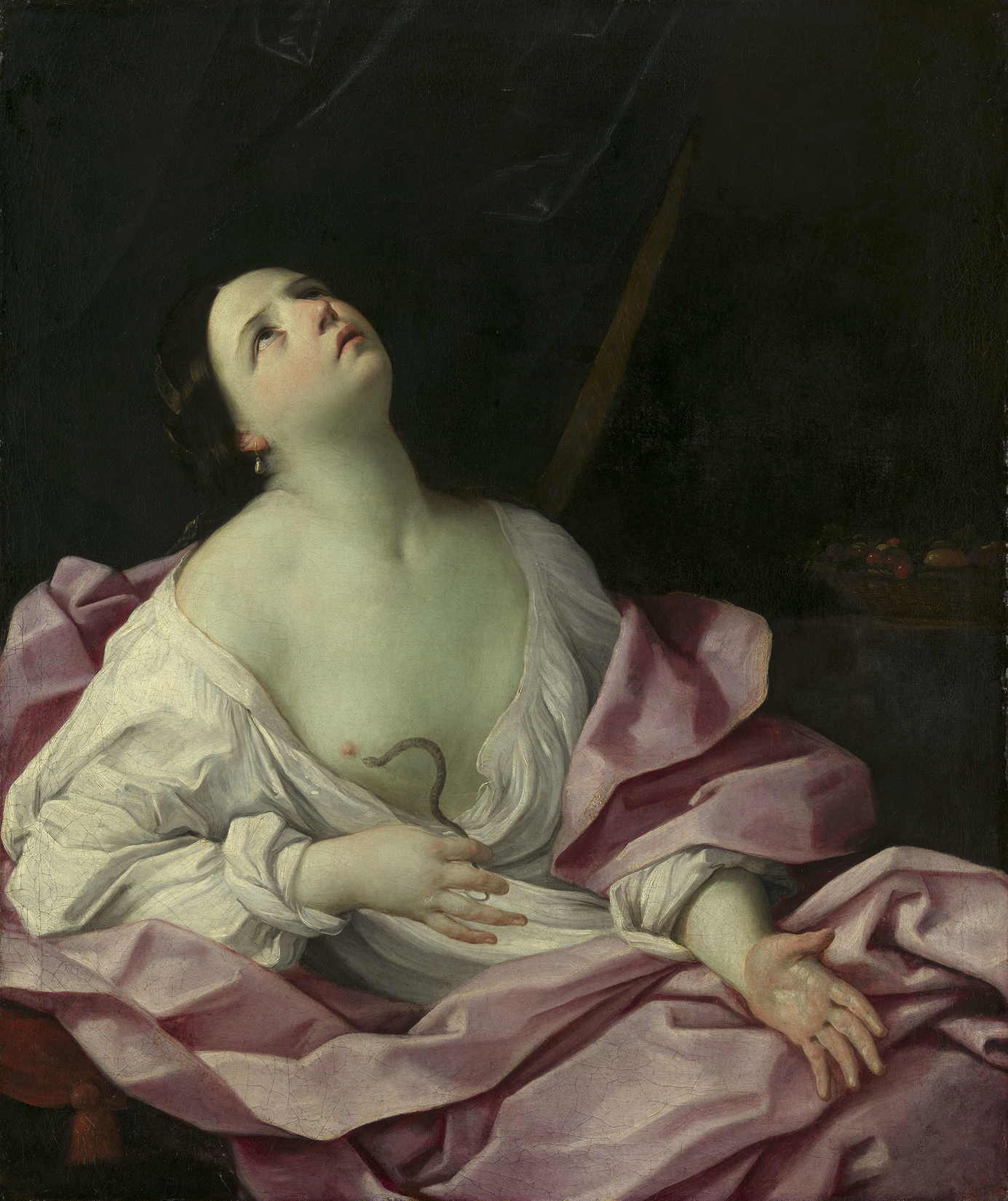
Selbstmord der Kleopatra, 1630er Jahre, Öl auf Leinwand, 114,2 × 95,0 cm, Royal Collection

Die Schnelligkeit, mit der er etwa ab Mitte der 1620er Jahre arbeitete, hatte auch Auswirkungen auf seinen Stil, der im Spätwerk teilweise legerer und weniger exakt ausgearbeitet wurde.
Renis Geldknappheit aufgrund seiner Spielsucht führte auch zu einer Art Serienproduktion, beispielsweise gibt es jeweils mehrere oft leicht abgewandelte Versionen von Renis Himmelfahrt Mariä oder/und Immaculata, ebenso wie Maria Magdalenas, Christus mit der Dornenkrone oder Sterbende Kleopatras. Einige dieser Gemälde entstanden zum Teil unter Mithilfe oder gänzlich von seiner Werkstatt. Daher sind nicht alle Bilder, die unter Renis Namen laufen, von gleich hoher Qualität.
Als Guido Reni am 18. August 1642 starb, war er einer der berühmtesten und verehrtesten Maler seiner Zeit und wurde in dieser Hinsicht nur von Rubens noch übertroffen, von dem er künstlerisch und stilistisch allerdings geradezu das Gegenteil war.
Die Werke, die sich bei seinem Tode in seiner Werkstatt befanden – selbst solche, die nur halbfertig oder im Zustand eines bozzetto waren –, fanden unter den Liebhabern seiner Kunst reißenden Absatz.

## Stil, Bedeutung, Rezeption
“Questo quadro non è bello ... è bellissimo. Io vorrei non l’aver visto: sono quadri di paradiso ...”

„Dieses Gemälde ist nicht schön ... es ist wunderschön. Ach, hätte ich’s bloß nicht gesehen: das sind Bilder aus dem Paradies ...“

Guido Reni gehört zu den einflussreichsten Malern der Kunstgeschichte. Er orientierte sich in seiner Malerei an dem klassischen Vorbild von Raffael, das er in Kombination mit den vor- und frühbarocken Einflüssen durch die Carracci, Cavalier d’Arpino, und zeitweise (oder je nach Thema) sogar von Caravaggios Tenebrismus, zu einem eigenen idealistischen Stil entwickelte, der zunächst noch ganz barock und bewegt ist, aber nach 1620 immer mehr in einen puren Klassizismus mündete.

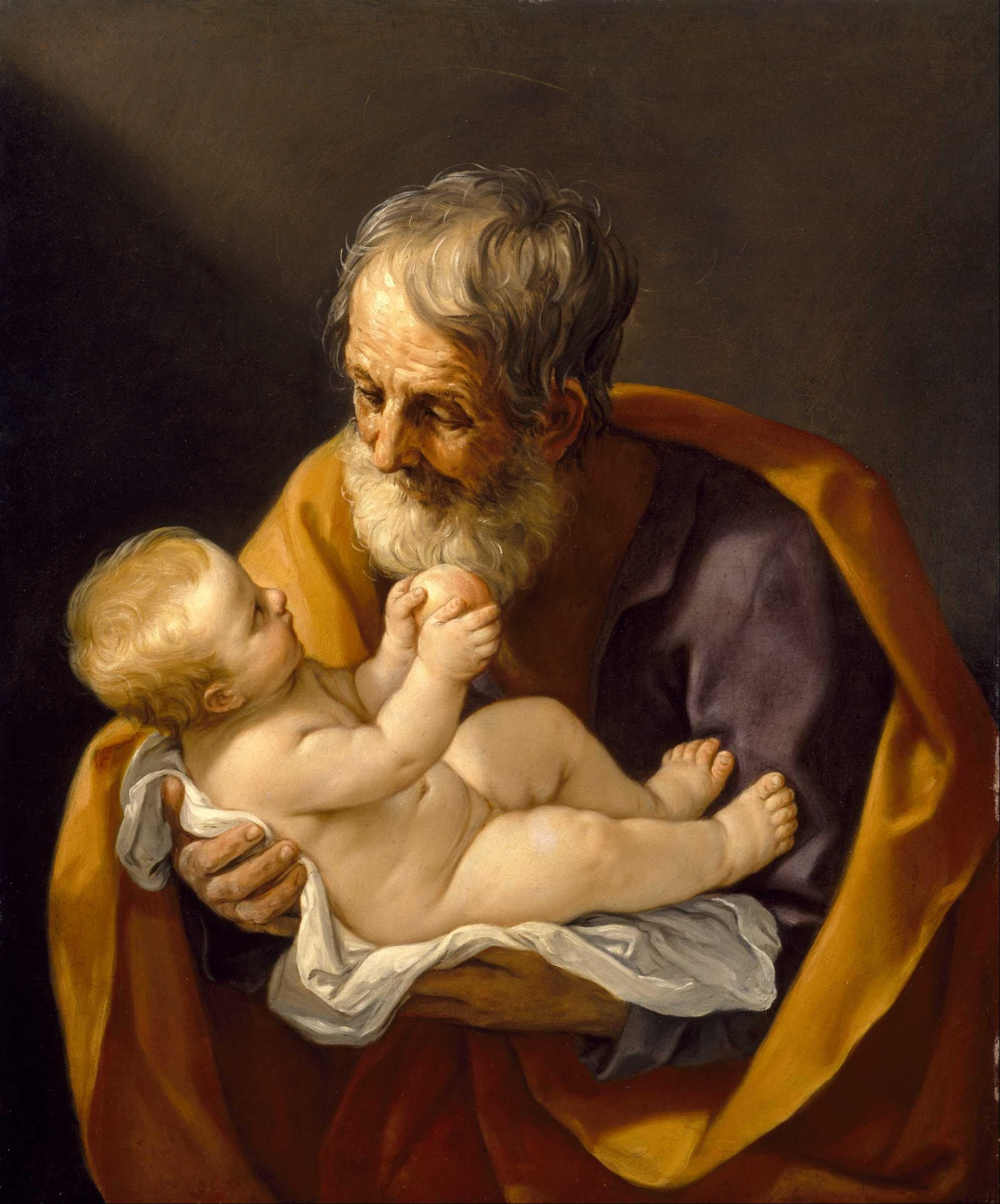
Der Heilige Joseph mit dem Jesuskind, 1640, Öl auf Leinwand 88,90 × 72,39 cm, Museum of Fine Arts, Houston

Seine Figuren entsprechen einem klassischen Ideal von Schönheit und Eleganz und bewegen sich meist in anmutiger Ruhe und Natürlichkeit. Seine Farbpalette ist zunächst leuchtend und satt, später heller und tendenziell kühler, und lichtete sich sogar nach 1630 noch weiter auf; typisch für den Spätstil (schon ab den 1620er Jahren) ist ein silbriger Schimmer. Der Farbauftrag ist glatt, außer im Spätwerk. Renis Stil ist geprägt durch ein sehr klares und feines Disegno, möglicherweise ein Erbteil seines flämischen Lehrers Calvaert. Laut Malvasia kalkulierte Reni mit seinem hellen Kolorit von vornherein ein späteres Nachdunkeln und Vergilben der Farben mit ein.
Insgesamt wirkt seine Kunst geistvoll, aber nicht unbedingt ausdruckslos oder unemotional. Er tendiert zum Lyrischen und Noblen, während er die oft düstere Dramatik der Caravaggisten oder im Frühstil seines Kollegen Guercino vermied. Beispielsweise bewegen sich die Figuren von Renis berühmter Entführung der Helena (siehe Abb. oben) fast wie bei einem Spaziergang in einem Schlosspark, ohne Aufregung – was aber inhaltliche Implikationen hat: die geraubte und verheiratete Helena wehrt sich nicht, weil sie offensichtlich einverstanden ist mit dem Geschehen.
Bei den besten von Renis Werken ist die technische und geistige Brillanz des Künstlers offensichtlich, was selbst einigen Gemälden, die im ersten Moment glatt, rational oder auf Effekt angelegt erscheinen, eine besondere Qualität verleiht. Dies gilt natürlicherweise weniger für „Serienprodukte“, die offenbar mit Hilfe oder ausschließlich von seiner Werkstatt entstanden – oder sogar als Fremdkopien.
Reni hatte einen starken, direkten und erkennbaren Einfluss auf viele Künstler seiner eigenen Zeit und späterer Epochen. Die klassizistischen Strömungen in der römischen und italienischen Kunst des 17. Jahrhunderts sind alle mehr oder weniger durch ihn beeinflusst. Beispiele sind Guercino (im Spätwerk), Renis Schüler Simone Cantarini, der Bologneser Marcantonio Franceschini und der Römer Carlo Maratta sowie dessen Nachfolger. Auch die „eigentlichen“ Klassizisten des späten 18. und frühen 19. Jahrhunderts, darunter Anton Raphael Mengs, Pompeo Batoni, Jacques-Louis David und Ingres, verdanken Reni viel.

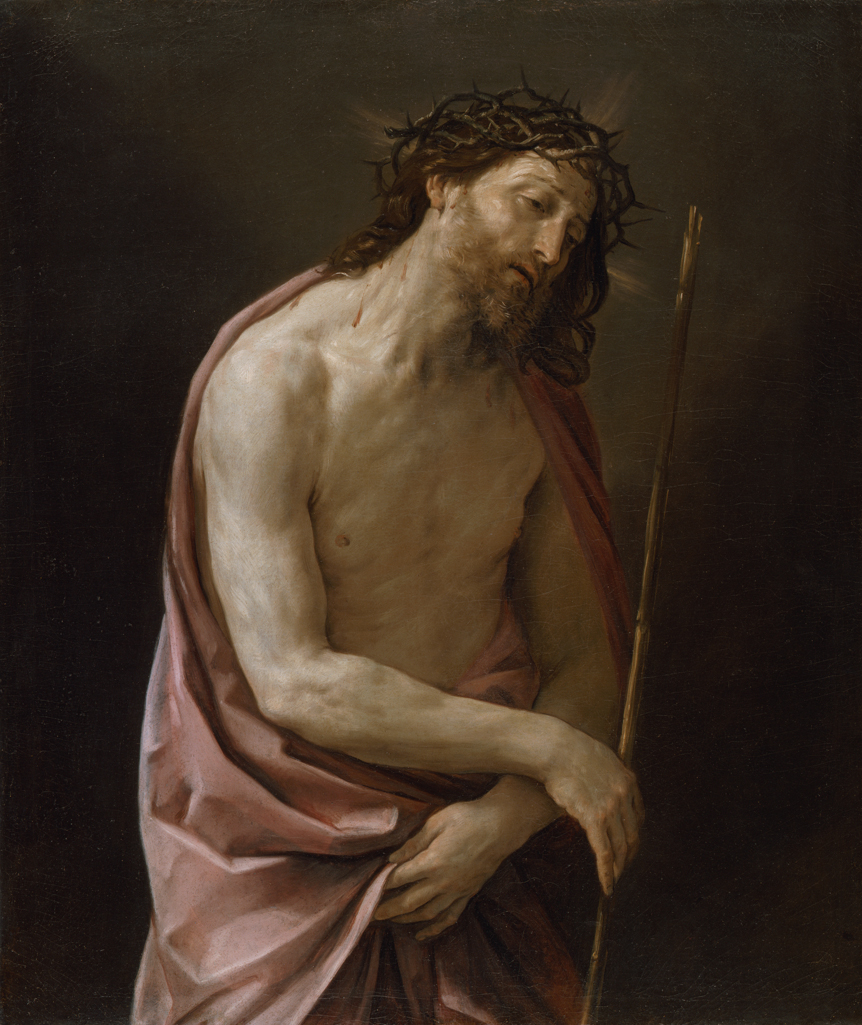
Ecce Homo, um 1639, Öl auf Leinwand, 113,0 × 95,2 cm, Fitzwilliam-Museum, Cambridge

Die zahlreichen – aber nicht immer guten – Kopien und Nachahmungen Renis warfen jedoch auch Probleme auf und erschwerten später eine gerechte Einstufung seines Werks. Im 19. Jahrhundert wendete sich das Blatt plötzlich zu Ungunsten des bis dahin als „göttlicher Guido“ verehrten Malers, nachdem der englische Kunstschriftsteller John Ruskin, der die barocke Kunst der Bologneser Schule ganz allgemein hasste, Renis Kunst als „sentimental“ und merkwürdigerweise sogar als „vulgär“ attackierte. Das Urteil der „Sentimentalität“ wurde im 20. Jahrhundert immer wieder, besonders in diversen Lexika, plakativ wiederholt, so 1908 in Meyers Lexikon – das ohnehin viele italienische Barockkünstler wahrscheinlich auch aus einem Geist des Nationalismus verunglimpfte – oder noch 1968 von Hans Werner Grohn in Kindlers Malereilexikon; Joachim Fernau sprach 1958 von „sehr süßlichen, gänzlich atmosphärelosen und innerlich unwahren Bilder(n)“.
Dabei war ein neues Interesse an Guido Renis Kunst schon um 1900 gerade im deutschsprachigen Raum erwacht, zuerst bei Jacob Burckhardt (1896) und Alois Riegl (1908), und später bei Hermann Voss (1923) und Otto Kurz (1937).
Ein bedeutender Wendepunkt in der Beurteilung des Künstlers war die große Reni-Ausstellung in Bologna im Jahr 1954, die von Cesare Gnudi und Gian C. Cavalli vorbereitet worden war. Danach erwachte das Interesse für den Künstler endgültig, es folgten diverse Publikationen, Bilder wurden restauriert, und ein Zeichen der endgültigen Rehabilitation war dann die Ausstellung von 1988–89, die in Bologna (Pinacoteca Nazionale), Los Angeles (County Museum) und auch in Deutschland in der Frankfurter Schirn zu sehen war. Mittlerweile ist in der internationalen Fachwelt Guido Renis „Status als einer der größten italienischen Maler des 17. Jahrhunderts ... re-etabliert“.

## Bildergalerie

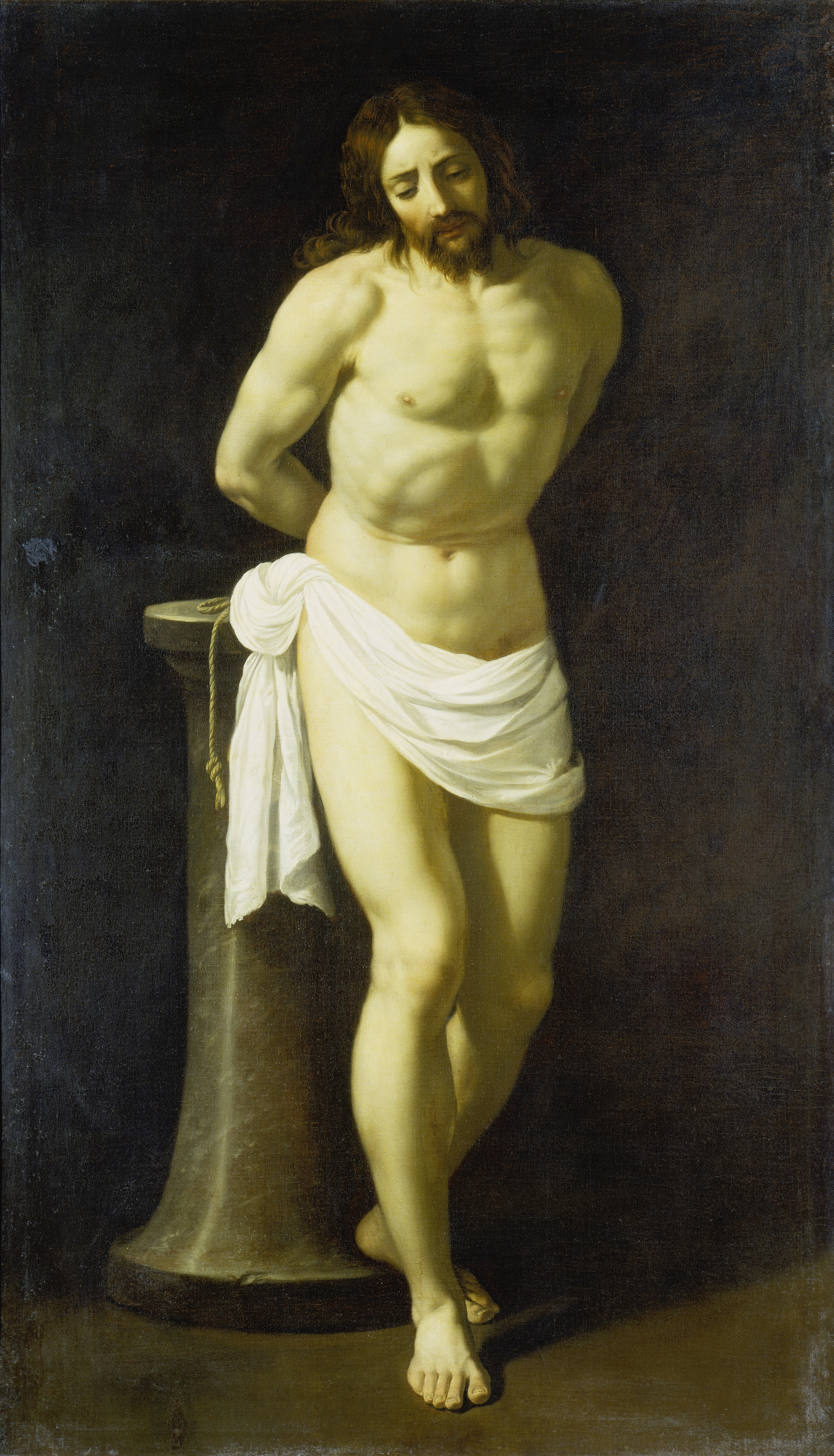
Guido Reni, Christus an der Geißelsäule, ca. 1603, Öl auf Leinwand, 192,7 × 114,4 cm, Städel Museum, Frankfurt am Main
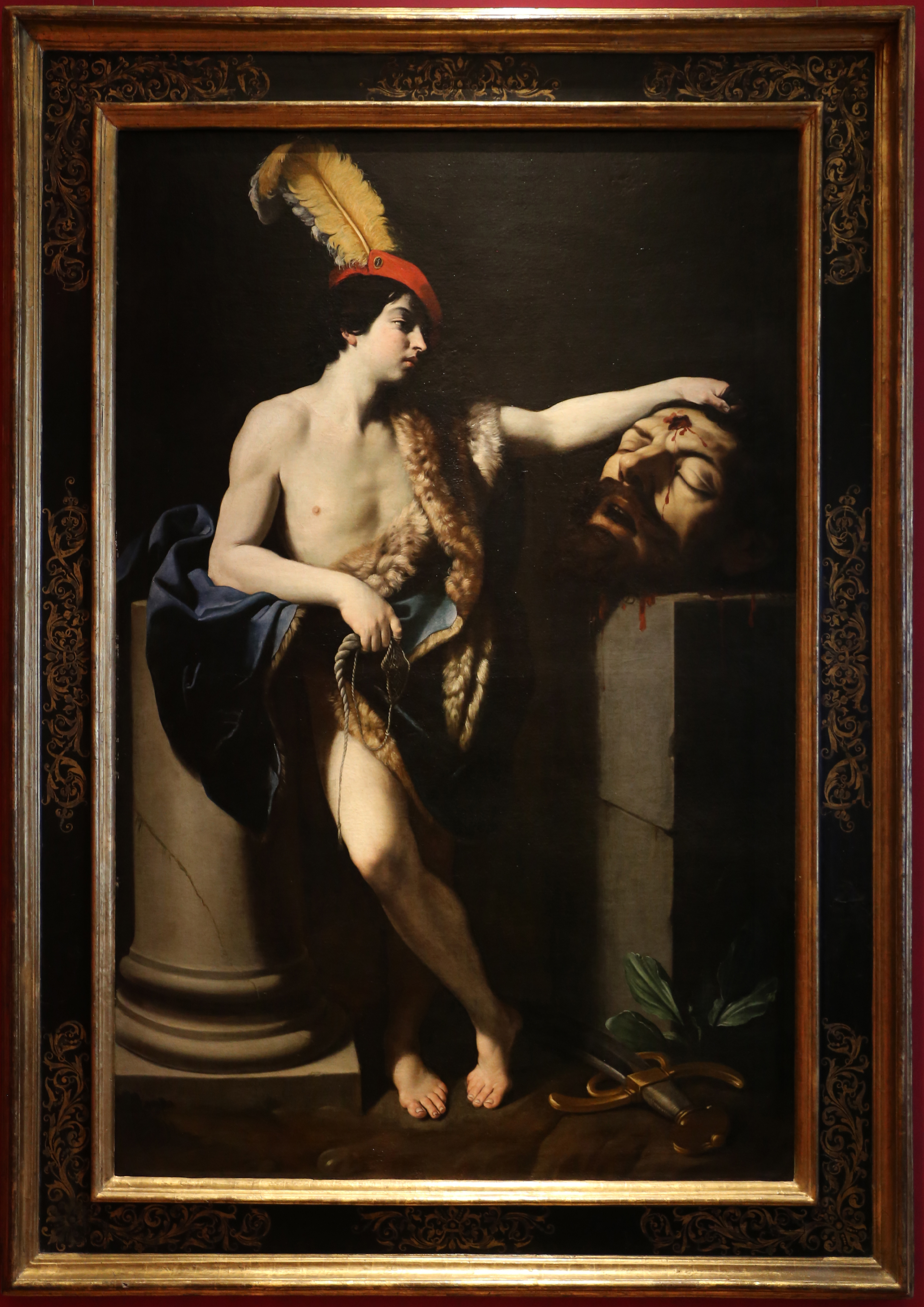
David mit dem Haupt des Goliath, 1605, Uffizien, Florenz
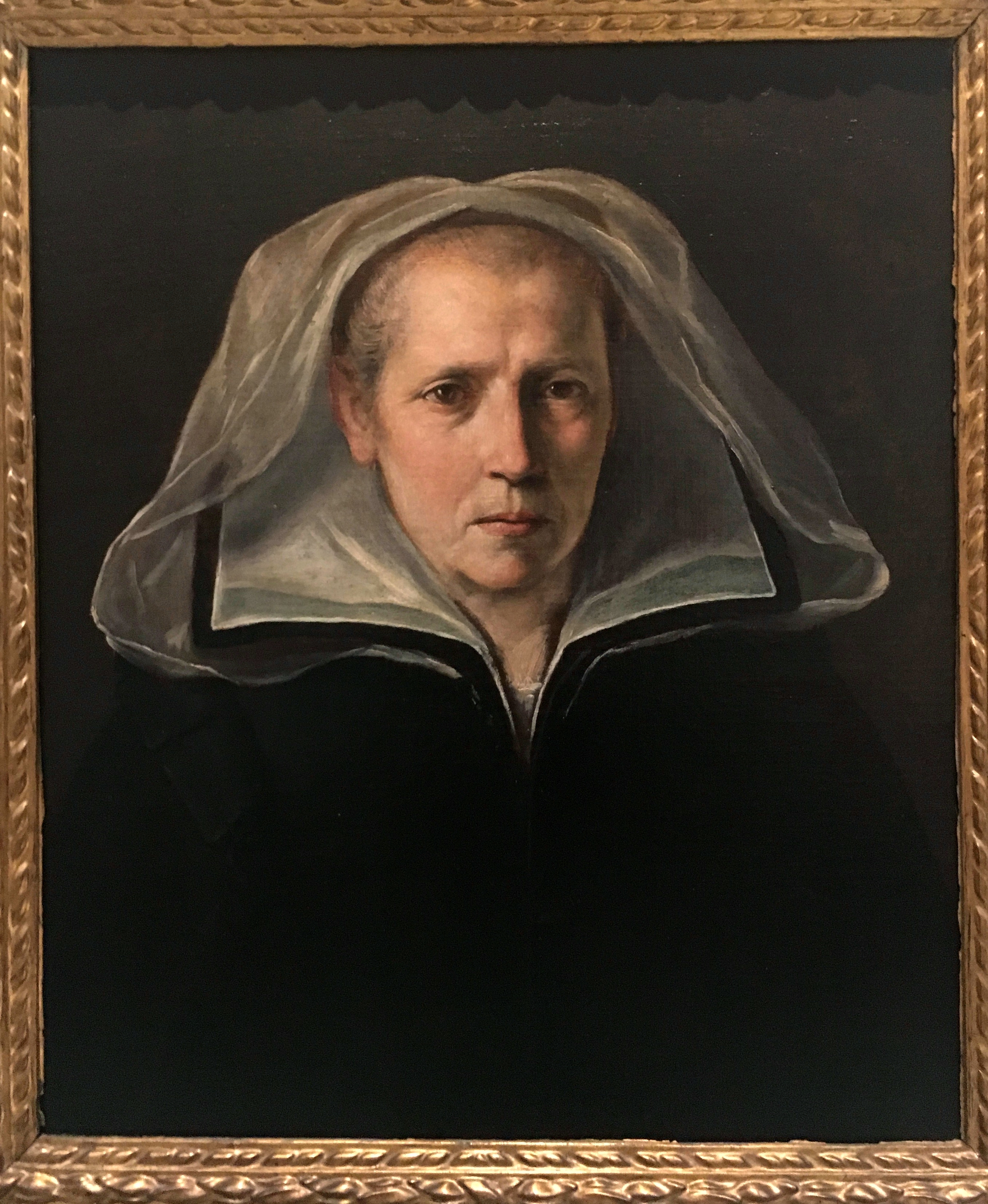
Die Mutter Guido Renis, 1608–10, Öl auf Leinwand, 64 × 55 cm, Pinacoteca Nazionale di Bologna
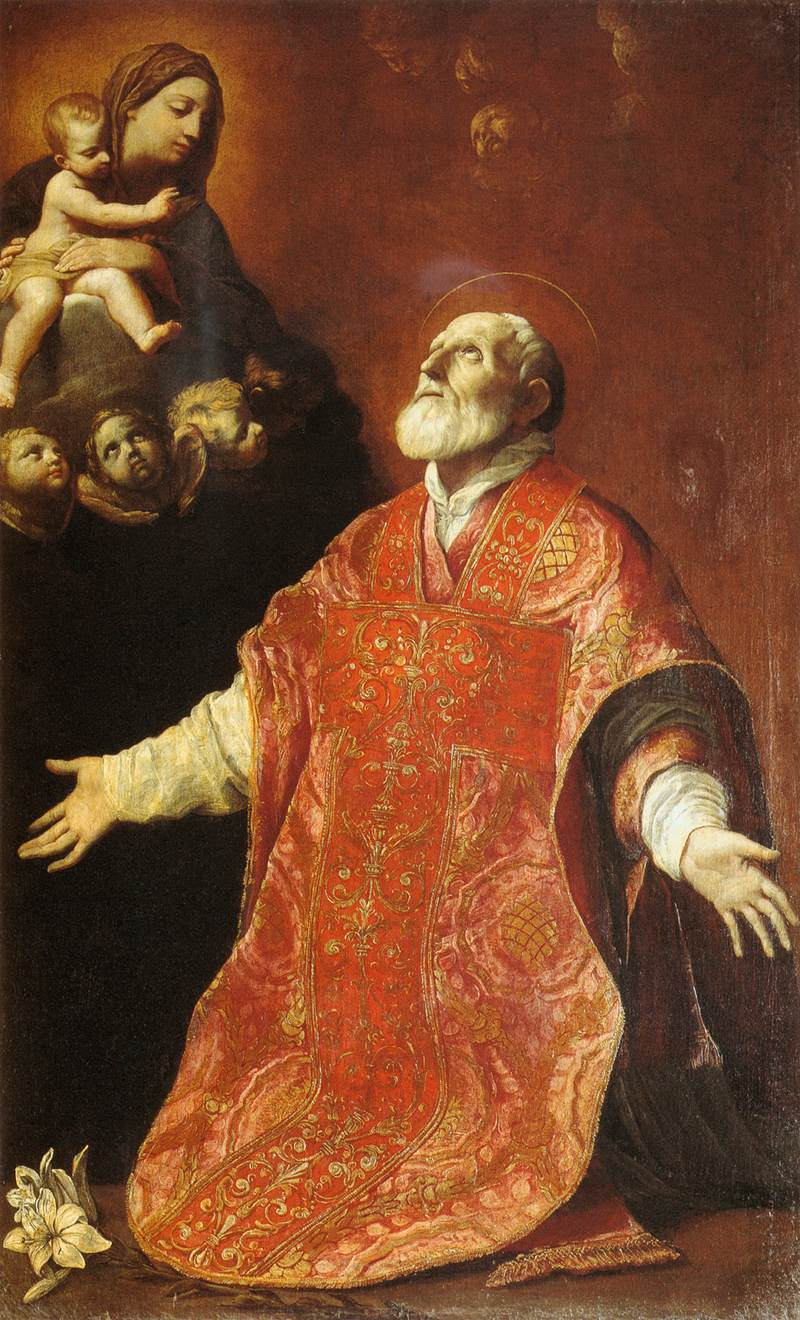
Der hl. Filippo Neri in Ekstase, 1614, Öl auf Leinwand, 180 × 110 cm, Santa Maria in Vallicella, Rom
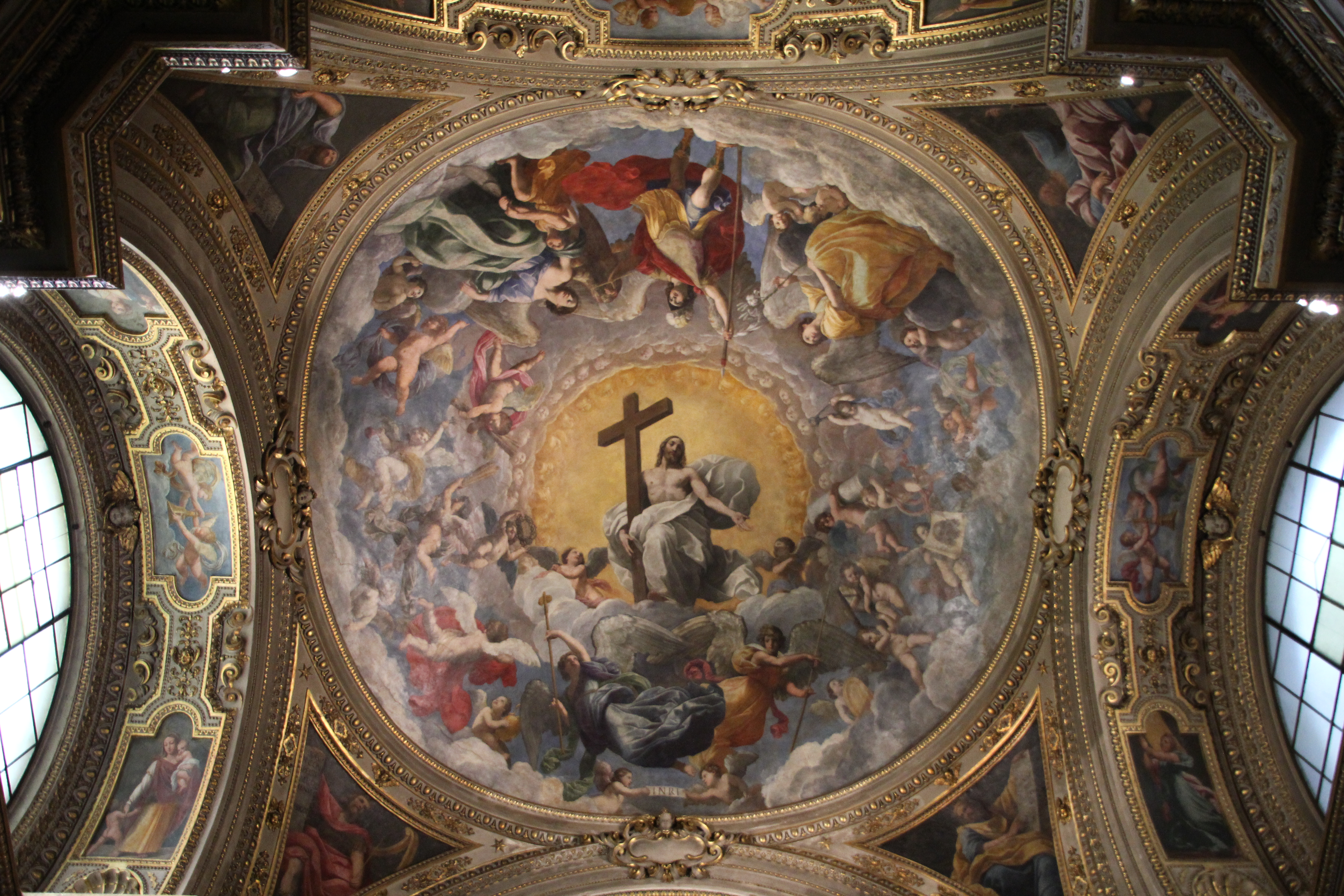
Guido Reni und Werkstatt: Auferstehung Christi, 1615–16, Kuppelfresko in der Cappella Aldobrandini (del SS. Sacramento), Kathedrale von Ravenna
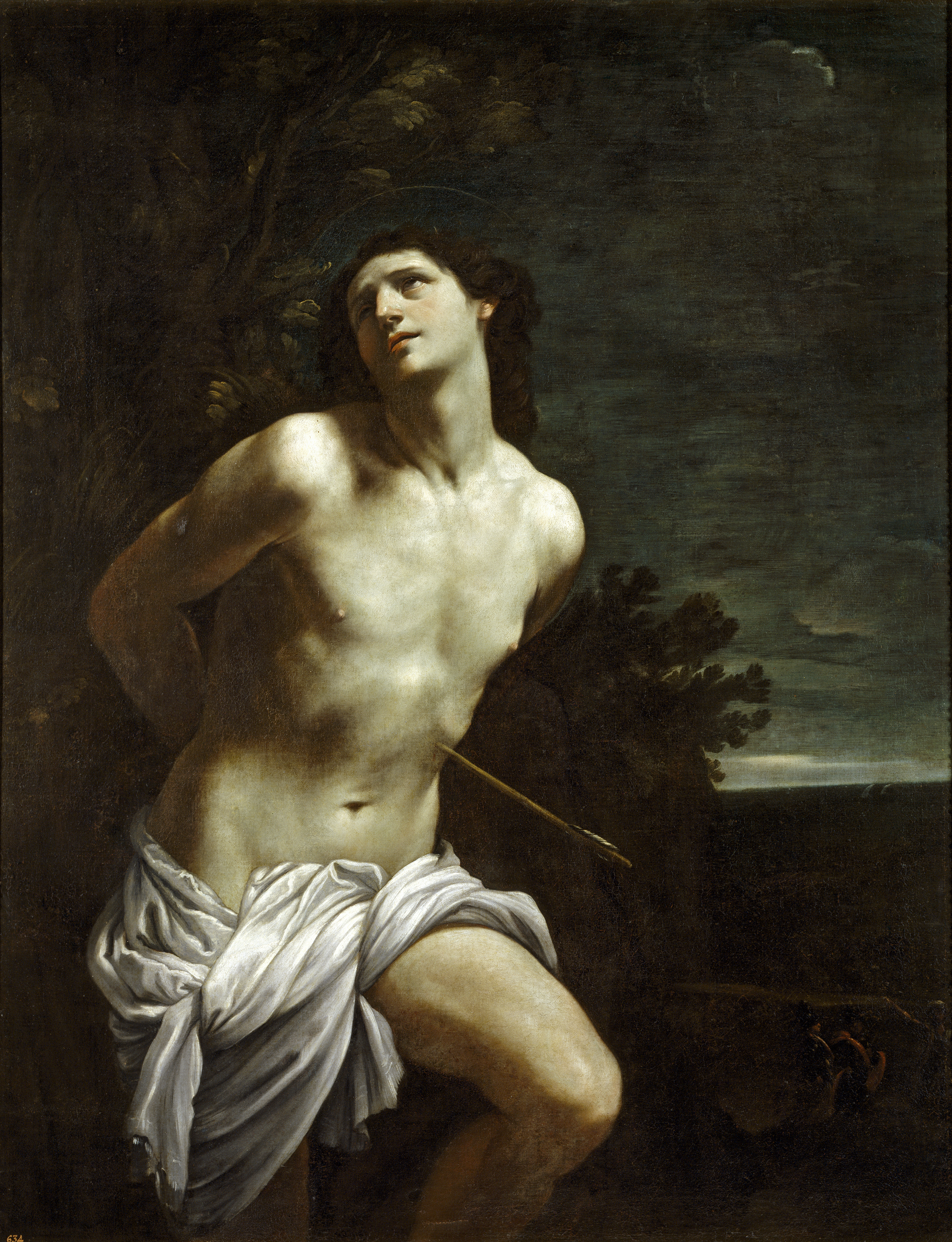
Hl. Sebastian, 1617–19, Öl auf Leinwand, 170 × 133 cm, Prado, Madrid
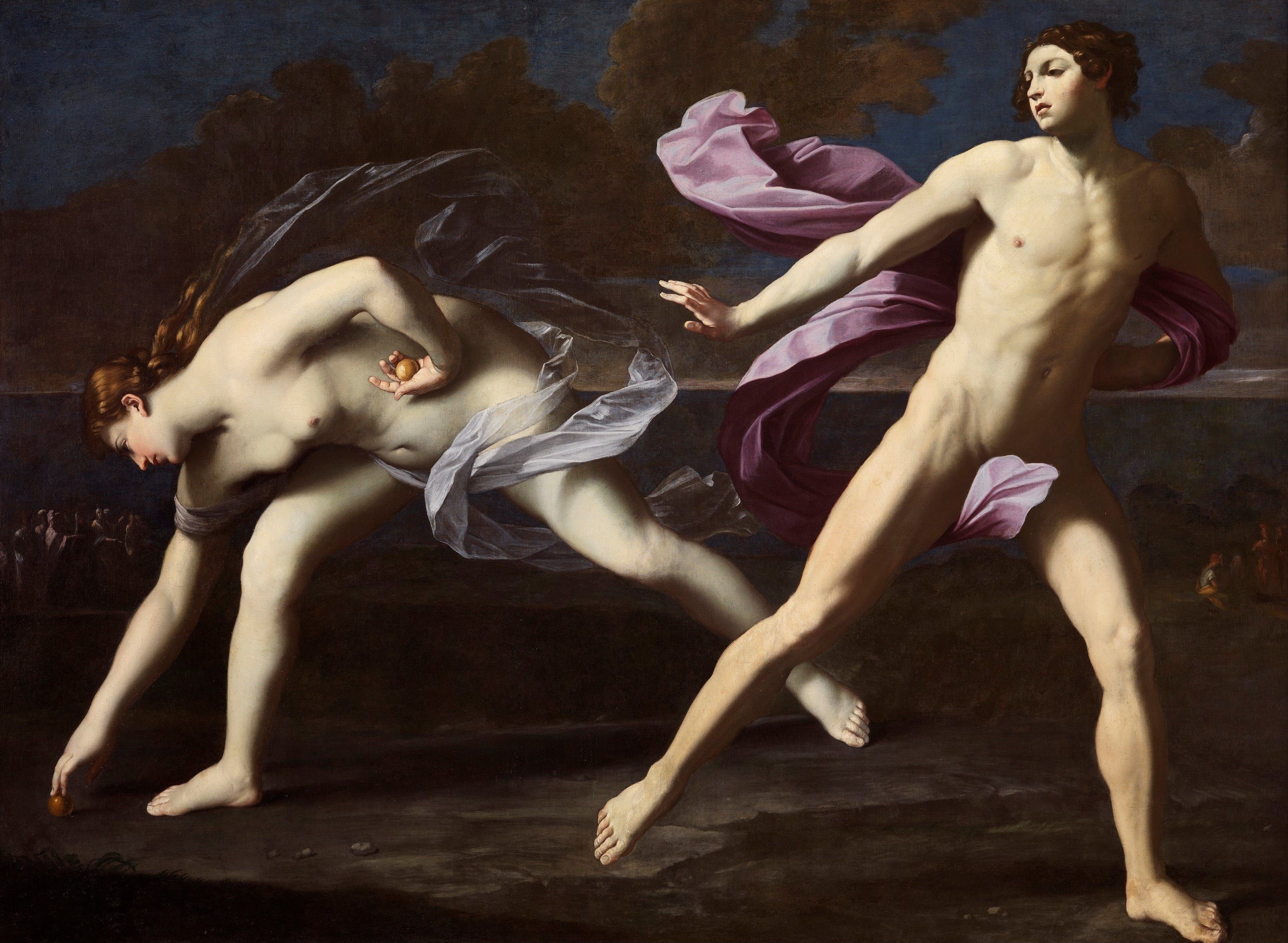
Atalante und Hippomenes, etwa 1620 bis 1629, Öl auf Leinwand, 191 × 264 cm, Museo di Capodimonte, Neapel
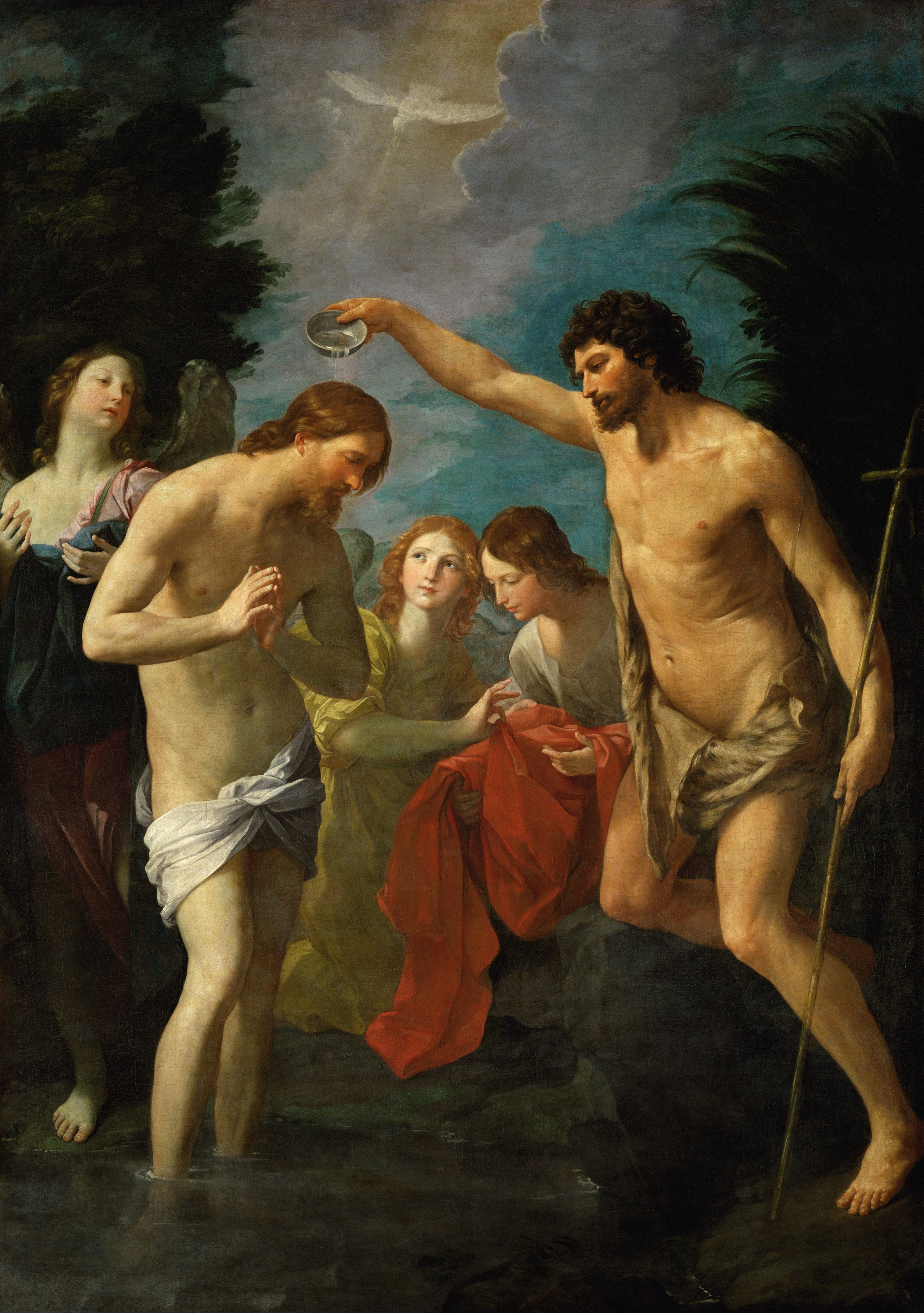
Taufe Christi, 1622–23, Öl auf Leinwand, 263,5 × 186,5 cm, Kunsthistorisches Museum, Wien
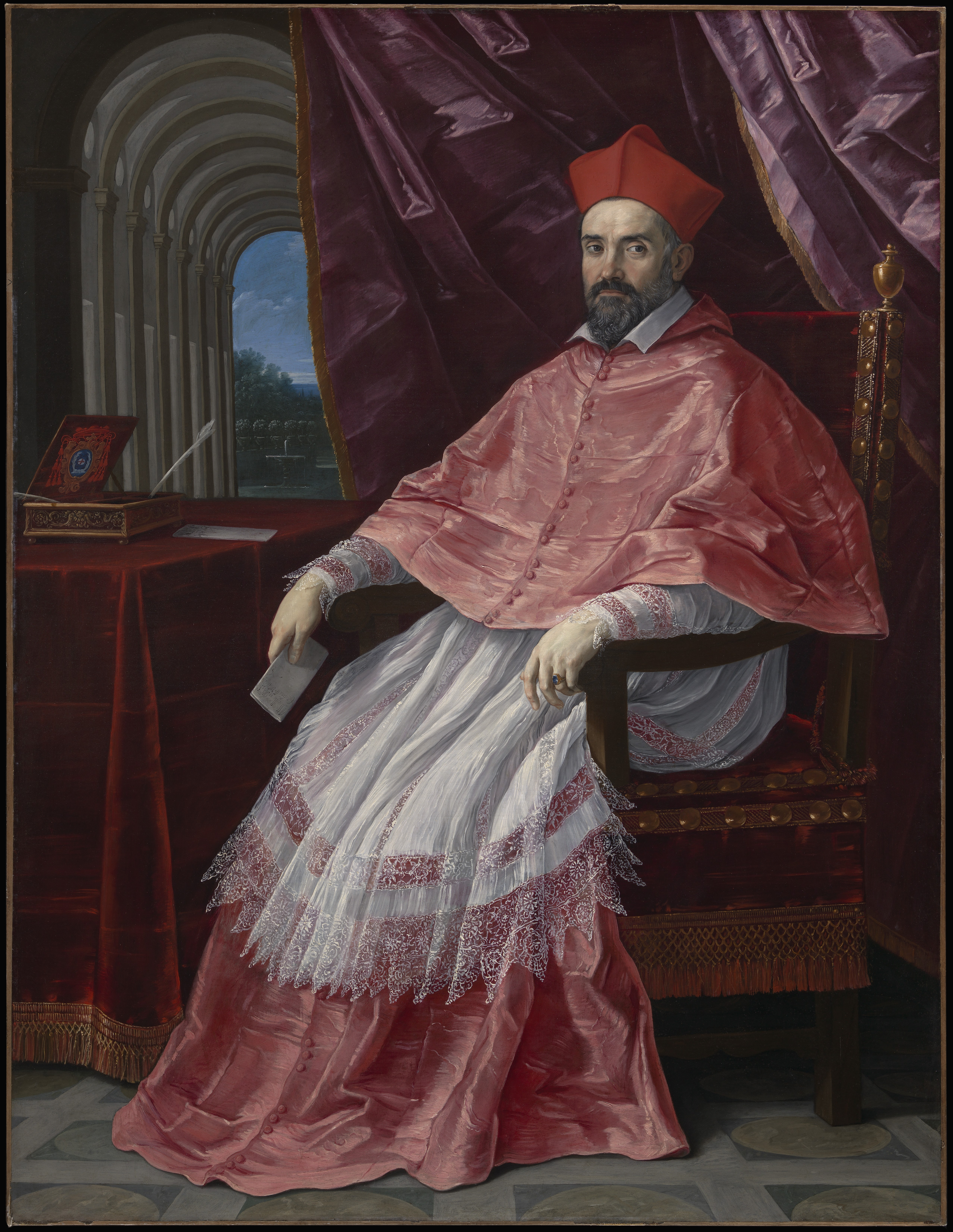
Kardinal Roberto Ubaldini (1581–1635), 1627, Öl auf Leinwand, 196,8 × 149,2 cm, Los Angeles County Museum of Art
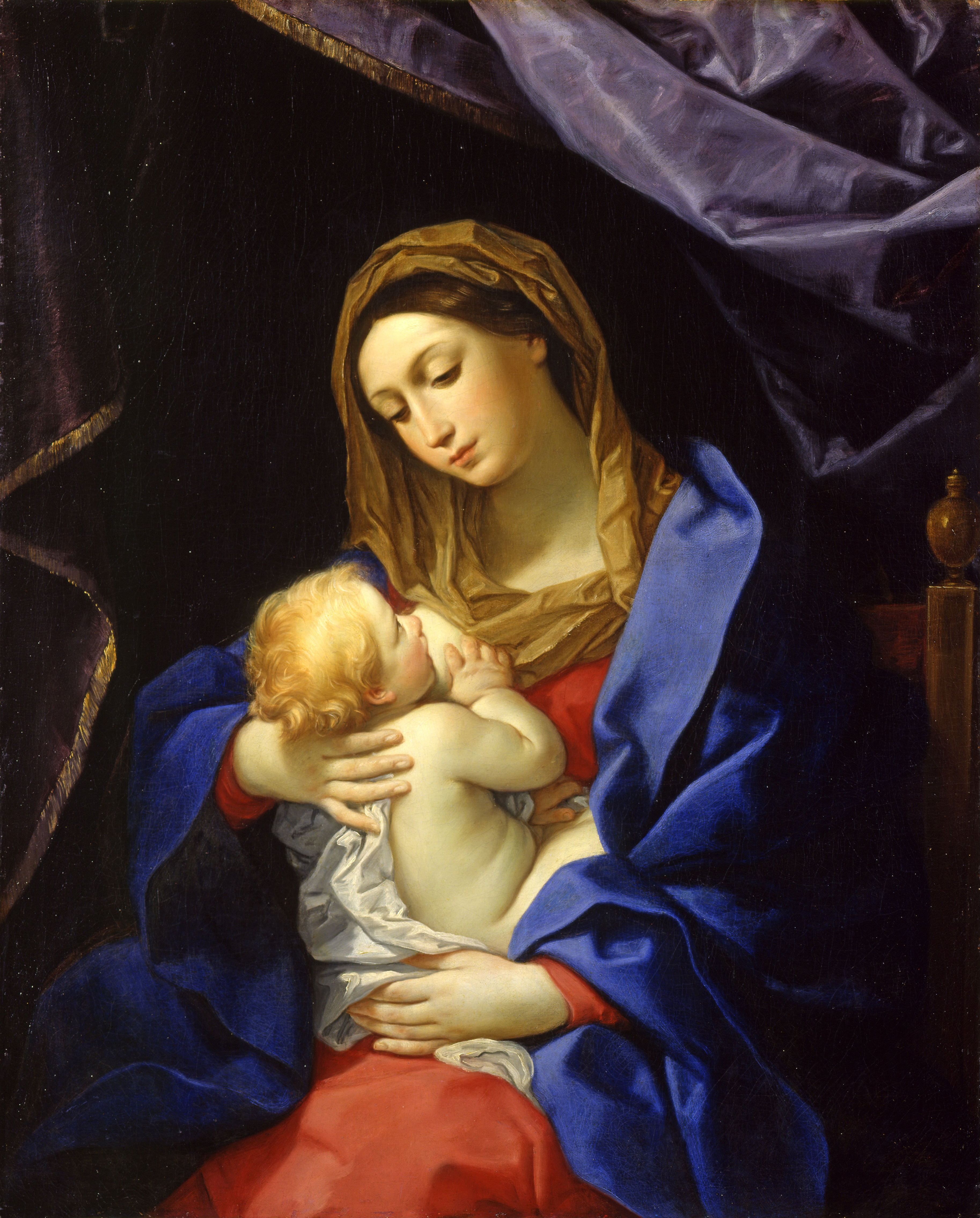
Madonna und Kind, ca. 1628–30, Öl auf Leinwand, 91,4 × 114,3 cm, North Carolina Museum of Art
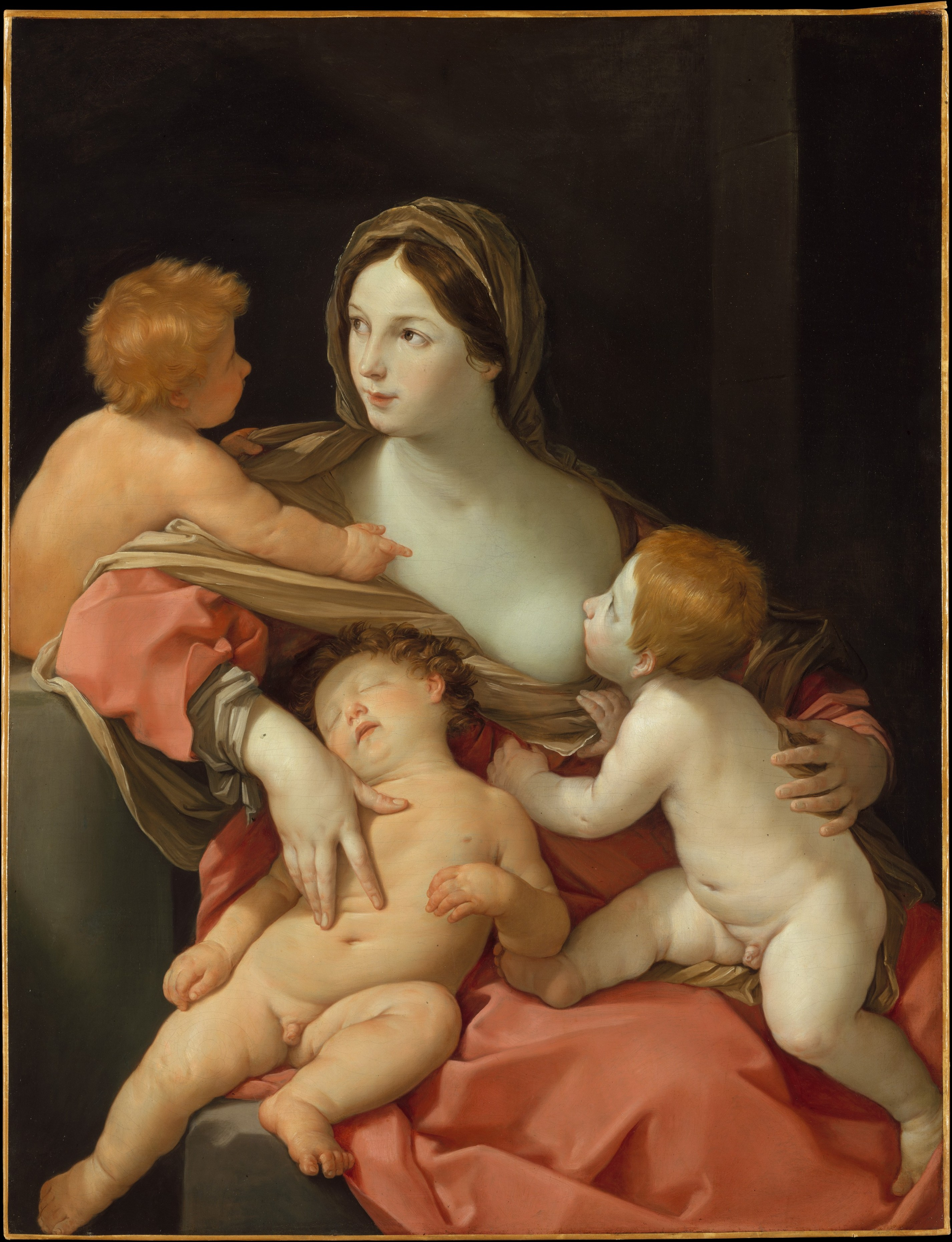
Caritas (Allegorie der Nächstenliebe), ca. 1628–30 (?), Öl auf Leinwand, 137,2 × 106,0 cm, Metropolitan Museum of Art, New York
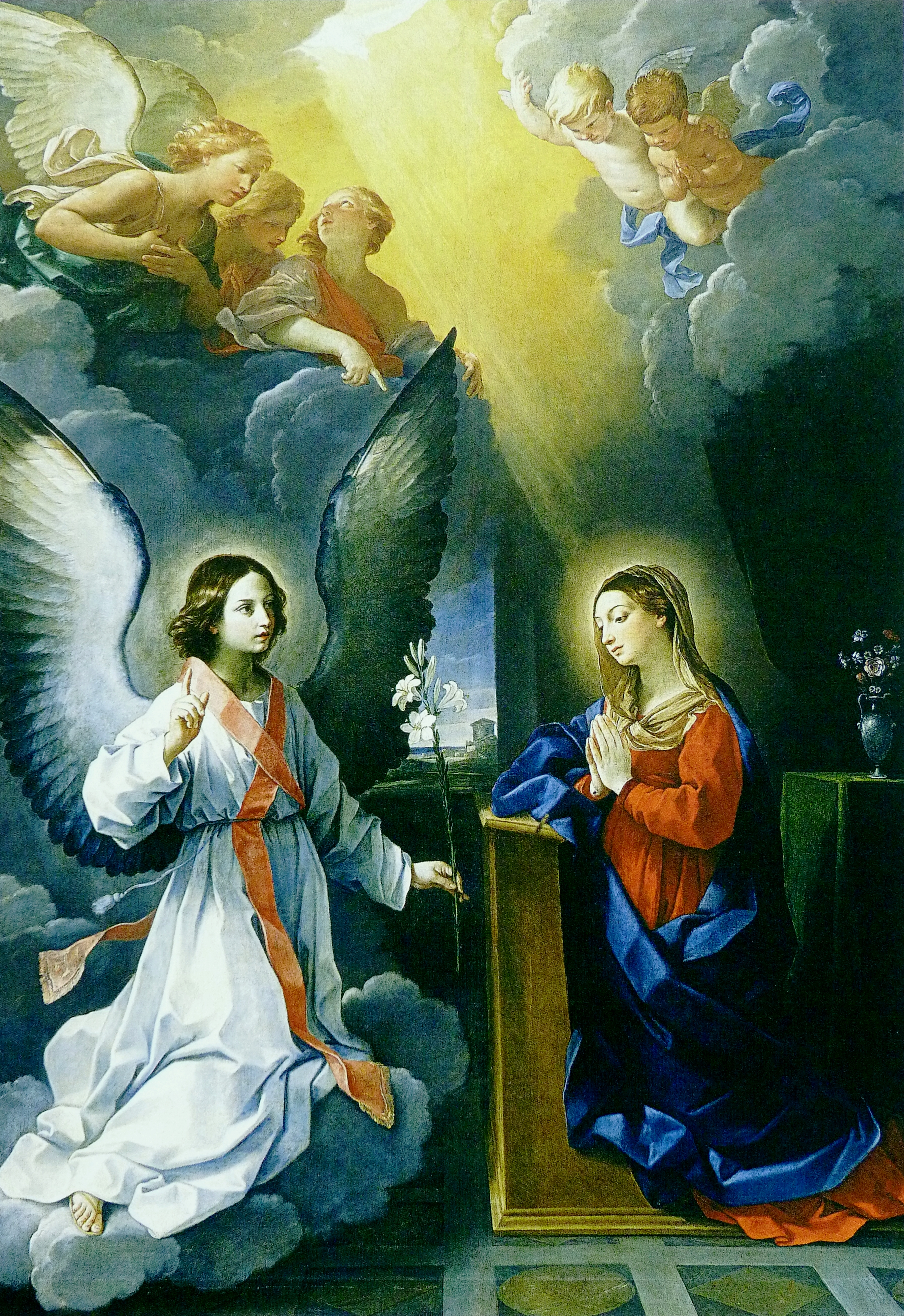
Verkündigung, 1629, Öl auf Leinwand, 319 × 221 cm, Louvre, Paris
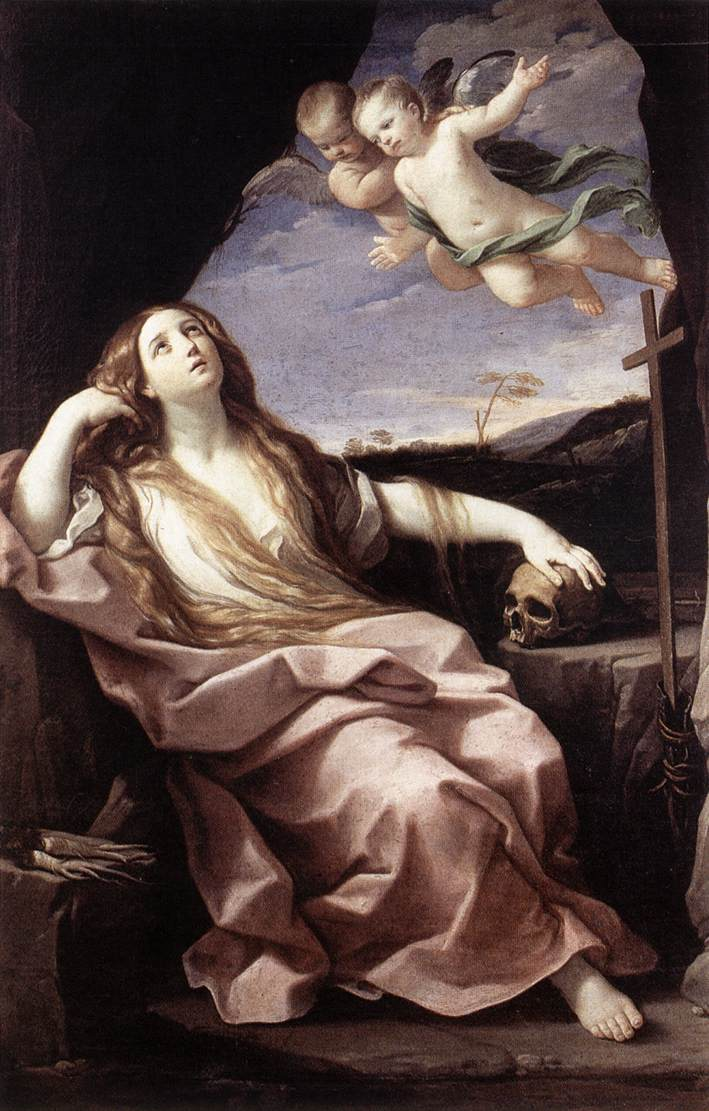
Hl. Maria Magdalena, 1633, Öl auf Leinwand, 234 × 151 cm, Gallerie Nazionali d’Arte Antica, Rom
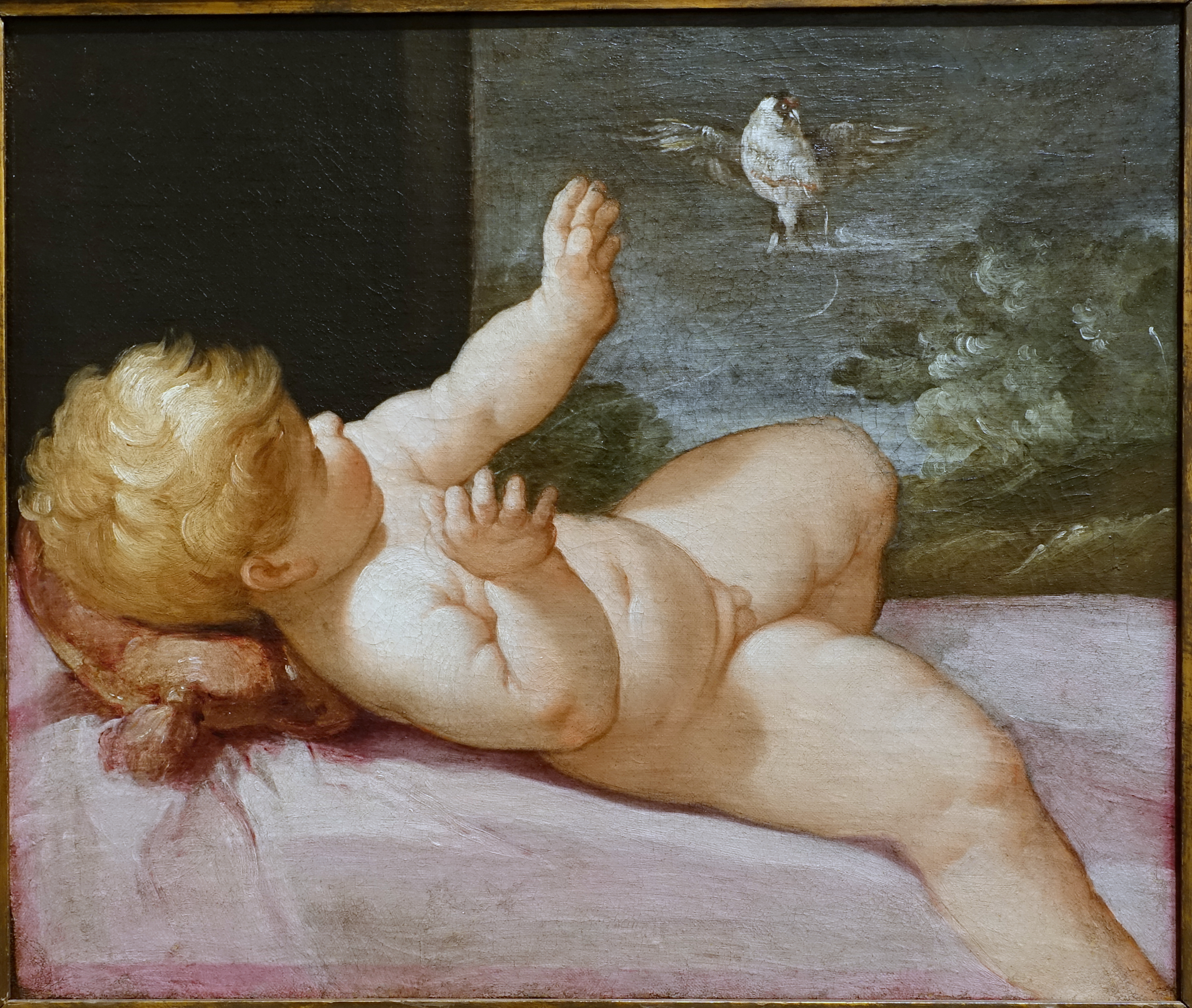
Das Jesuskind mit dem Fink, ca. 1634–1642, ÖL auf Leinwand, Blanton Museum of Art, Austin (Texas)
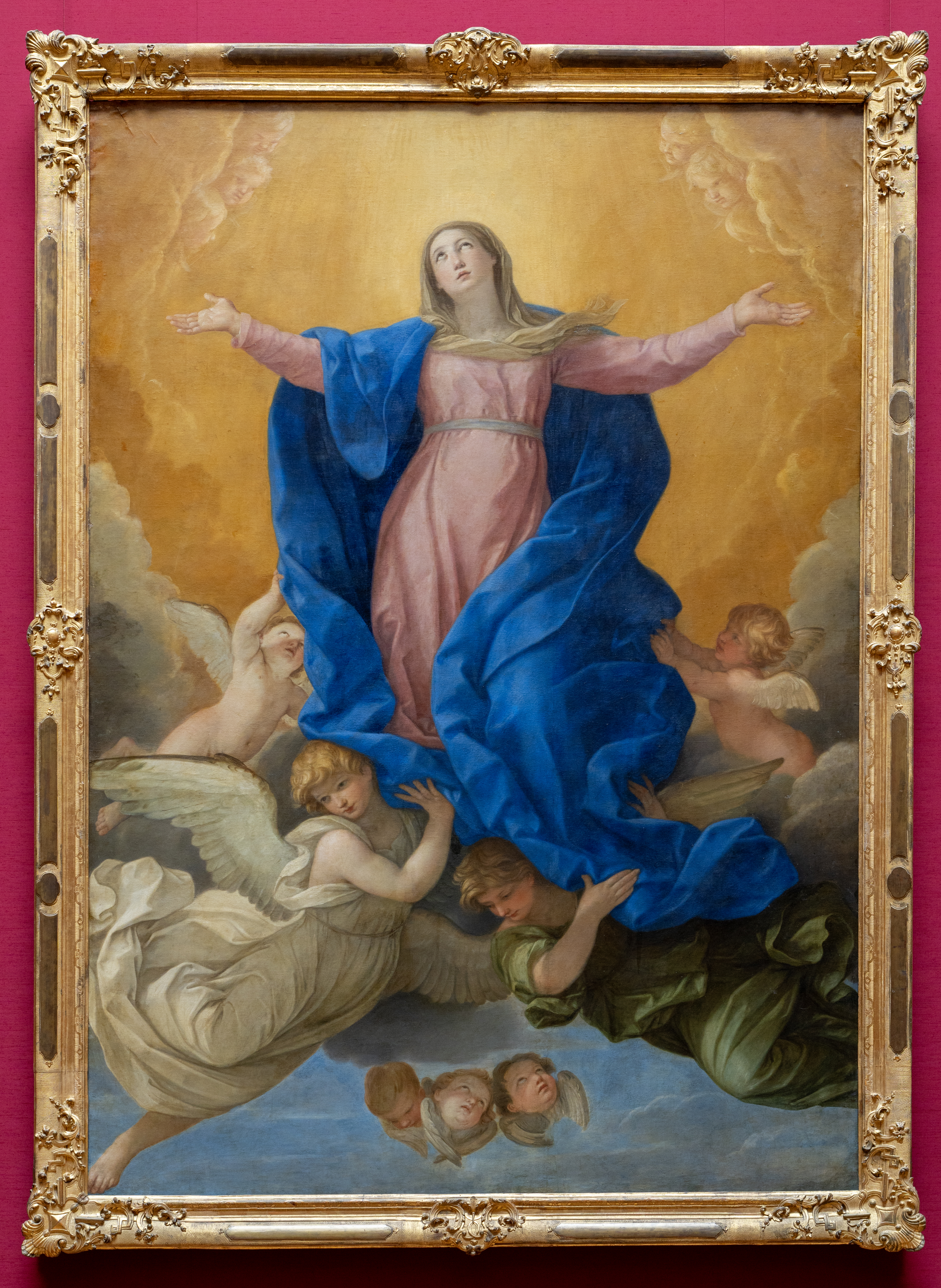
Die Himmelfahrt Mariae, um 1638–39, Öl auf Seide, 295 × 208 cm, Alte Pinakothek, München
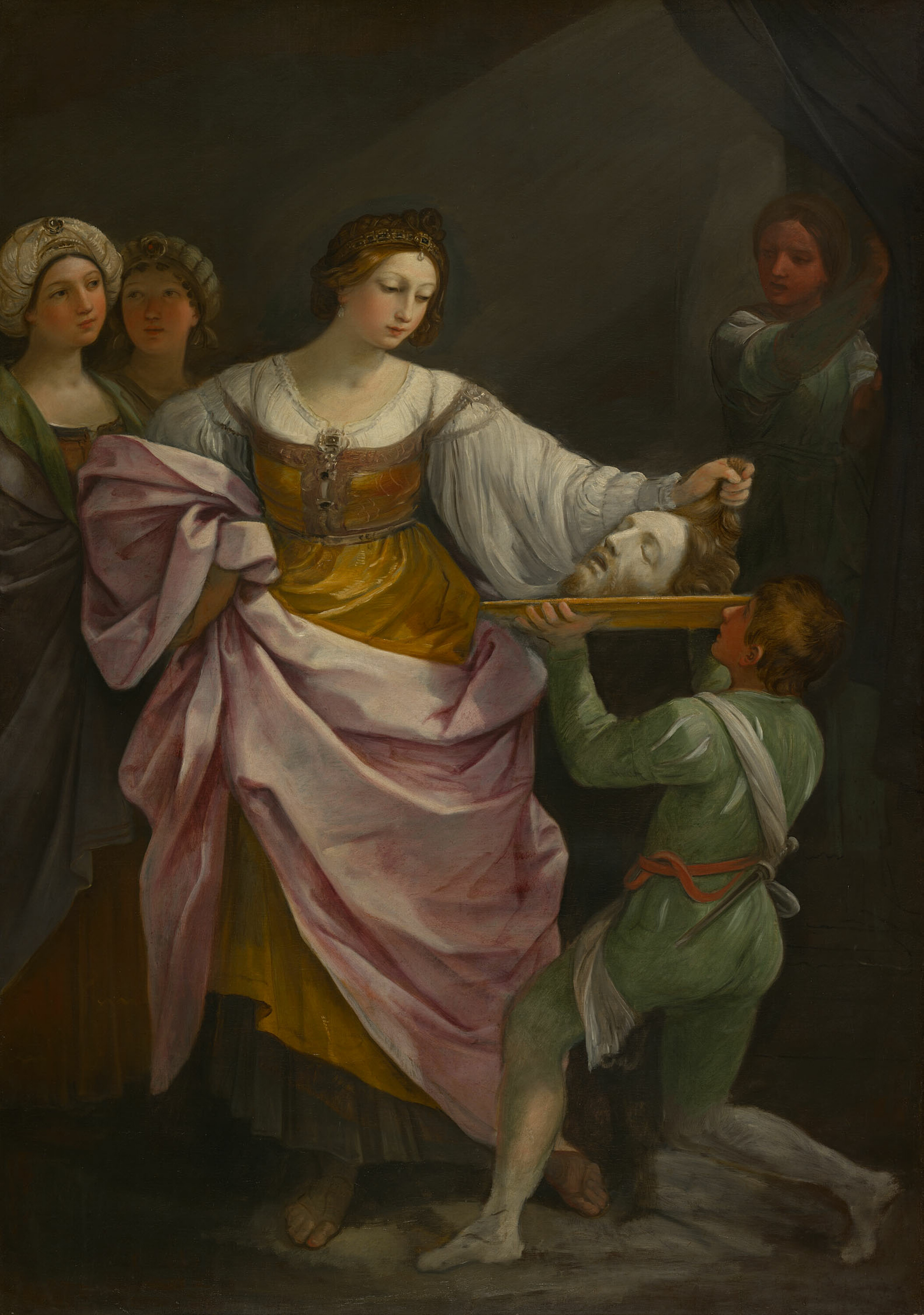
Salome mit dem Haupt Johannes des Täufers, Öl auf Leinwand, 248,5 × 174,0 cm, Art Institute of Chicago
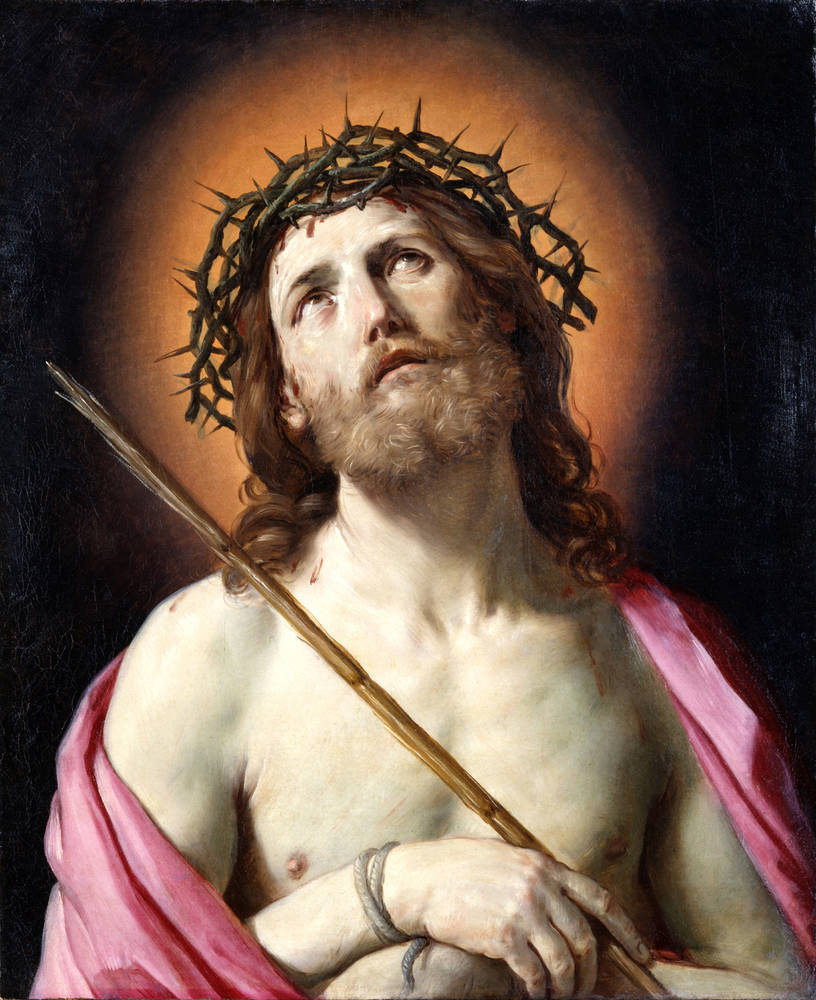
Christus mit der Dornenkrone, ca. 1639–40, Öl auf Leinwand, 79 × 65 cm, Gemäldegalerie Alte Meister, Dresden
Anbetung der Könige, 1642, Öl auf Leinwand, 367,3 × 268,6 cm, Cleveland Museum of Art

## Werke (Auswahl)

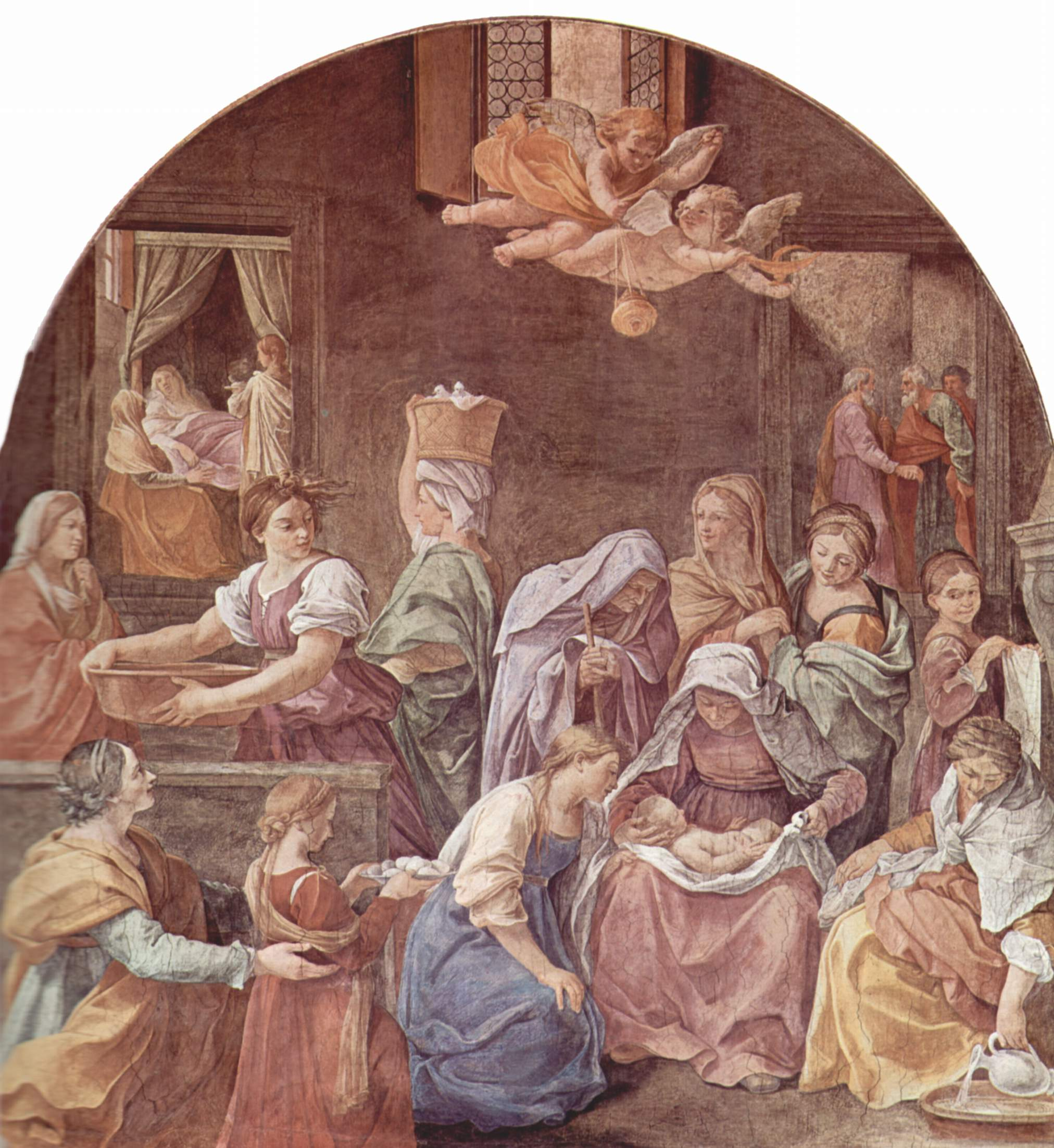
Geburt der Jungfrau Maria, 1608–10, Fresko (360 × 335 cm) in der Cappella dell'Annunciata, Quirinalspalast, Rom

### Fresken
- Tugenden, 1598, (Fragment der Fassadendekoration des Palazzo comunale von Bologna zum Besuch von Papst Clemens VIII.) Pinacoteca nazionale, Bologna
- Absturz des Phaeton, um 1598, Palazzo Zani (heute: Rossi), Bologna
- Der hl. Andreas, zum Martyrium geführt, um 1608, San Gregorio al Celio, Rom
- Hauptaltarbild Verkündigung (in Öl) und Fresken, ca. 1608–10, Cappella dell’Annunciata, Quirinalspalast (zusammen mit Mitgliedern der Carracci-Werkstatt: Giovanni Lanfranco, Francesco Albani, Antonio Carracci)
- Freskendekor, ca. 1610–12, Cappella Paolina, Santa Maria Maggiore (unter Oberleitung von Cavalier d’Arpino)
- Aurora und andere Fresken, 1614, im Casino des Palazzo Pallavicini Rospigliosi, Rom
- Glorie des hl. Dominikus, 1615, Deckenfresko in einer Kapelle der Kirche San Domenico, Bologna
- Auferstehung Christi, 1615–16, Kuppelfresko in der Cappella Aldobrandini (del SS. Sacramento), Kathedrale von Ravenna (mit Werkstatt)

### Ölgemälde

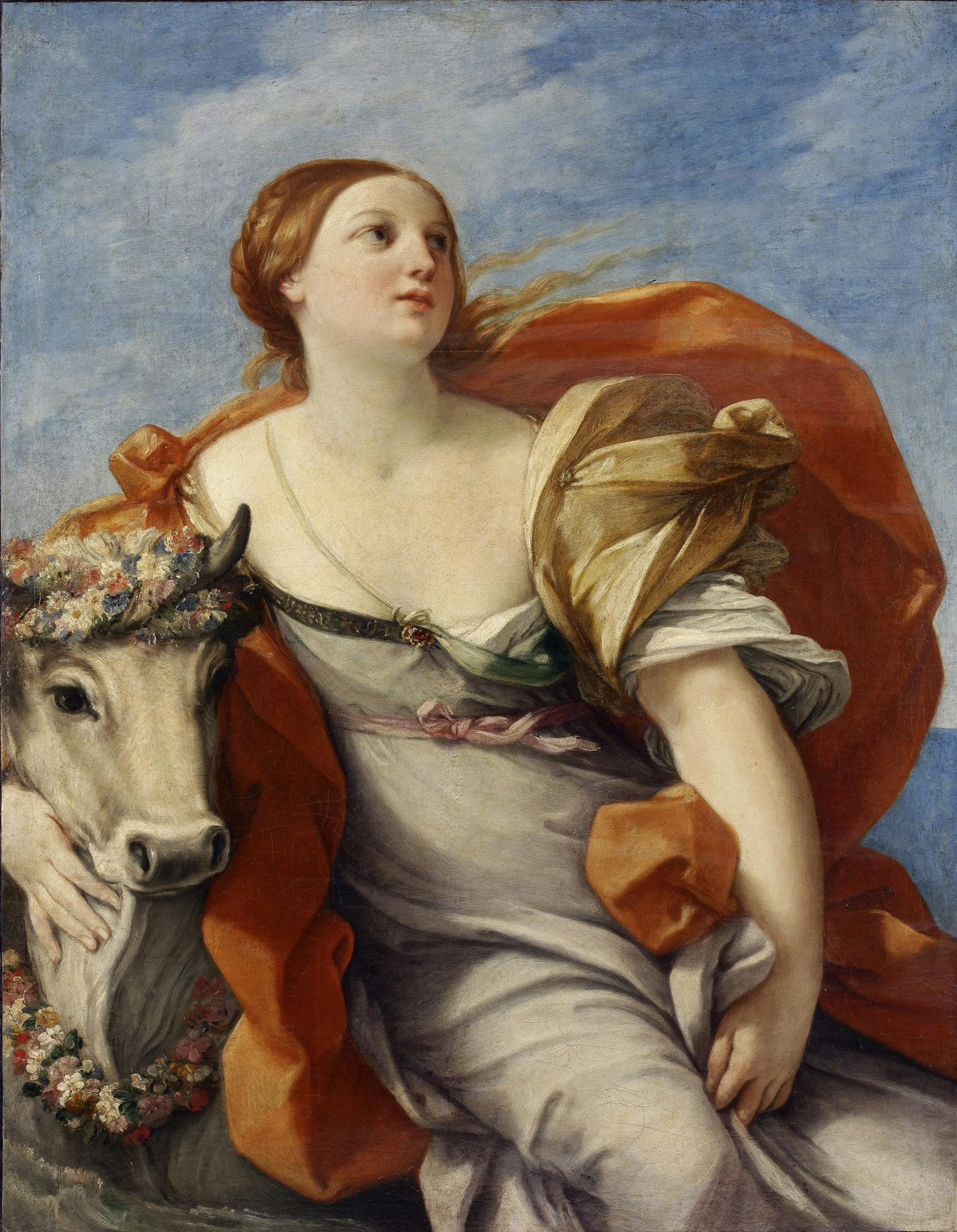
Guido Reni und Werkstatt (?): Europa mit dem Stier, um 1635–42, Öl auf Leinwand, 114 × 88,5 cm, Eremitage, St. Petersburg

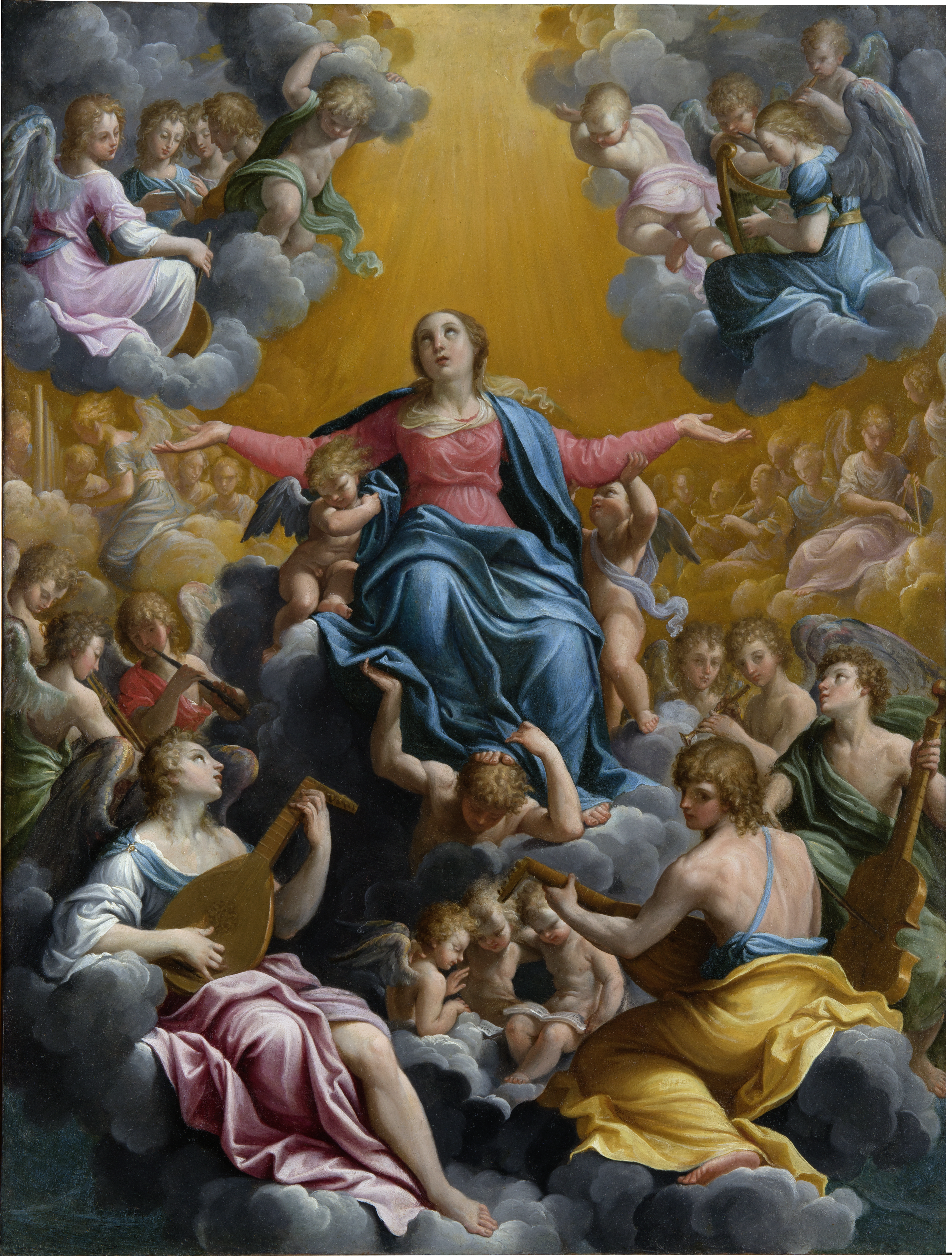
Guido Reni, Himmelfahrt Mariens, ca. 1598–1599, Öl auf Kupfer, 58,0 × 44,4 cm, Städel Museum, Frankfurt am Main

- Marienkrönung mit vier Heiligen, um 1595, (urspr. für San Bernardo, Bologna) Pinacoteca Nazionale di Bologna
- Hl. Eustachius, um 1595, Palazzo Durazzo Pallavicini, Genua
- Himmelfahrt Mariens,  ca. 1598–1599, Öl auf Kupfer, Städel Museum, Frankfurt am Main (andere Versionen im Prado, Madrid (um 1603), und in der National Gallery, London (um 1607))
- Rosenkranzmadonna mit dem hl. Dominikus, ca. 1598, in San Luca, Bologna
- Martyrium der hl. Caecilia und Krönung der hl. Caecilia und Valeriano, ca. 1601, Santa Cecilia in Trastevere, Rom
- Disputa der Hl. Petrus und Paulus, ca. 1602–03, Pinacoteca di Brera, Mailand
- Christus an der Geißelsäule, um 1604, Städel Museum, Frankfurt am Main
- Kreuzigung des hl. Petrus, 1604–05, Pinacoteca Vaticana, Rom
- David mit dem Haupt des Goliath, 1605, Uffizien, Florenz
- Hl. Sebastian, um 1605–08, Louvre, Paris
- Hl. Sebastian, um 1605–08, Prado, Madrid
- Martyrium der hl. Katharina von Alexandrien, um 1606–08, Museo diocesano, Albenga
- Caritas, 1604–07, Palazzo Pitti, Florenz
- Porträt der Mutter Guido Renis, Öl auf Leinwand, 64 × 55 cm, Pinacoteca Nazionale, Bologna
- Kindermord in Betlehem, 1611–1612, Öl auf Leinwand, 268 × 170 cm, Pinacoteca Nazionale, Bologna
- Der siegreiche Samson, 1611–1612, Pinacoteca nazionale, Bologna
- Der hl. Filippo Neri in Ekstase, 1614, Öl auf Leinwand, 180 × 110 cm, Santa Maria in Vallicella, Rom
- Lot und seine Töchter auf der Flucht, ca. 1615, National Gallery, London
- Pietà der Bettler (Pietà dei Mendicanti), um 1615–16, Pinacoteca nazionale, Bologna
- Kruzifix der Kapuziner, um 1615–16, Pinacoteca nazionale, Bologna
- Mariä Himmelfahrt, 1616, Öl auf Leinwand, 442 × 287 cm, Chiesa del Gesù, Genua
- Der hl. Rochus im Kerker, um 1616, Galleria Estense, Modena
- Herkules auf dem Scheiterhaufen, Herkules ringt mit Acheloos, Herkules und die Hydra, 1617, Louvre, Paris
- Hl. Sebastian, 1617–19, Öl auf Leinwand, 170 × 133 cm, Prado, Madrid
- Nessus entführt Dejanira, 1617–21, Öl auf Leinwand, 193 × 239 cm, Louvre, Paris
- Toilette der Venus, vor 1620, National Gallery, London
- Apoll und Marsias, vor 1620, Alte Pinakothek, München (andere Version in Toulouse)
- Der kindliche Bacchus, vor 1620, Gemäldegalerie Alte Meister, Dresden (andere Version in Florenz)
- Atalante und Hippomenes, um 1620, Öl auf Leinwand, 191 × 264 cm, Museo di Capodimonte, Neapel (andere Version im Prado, Madrid)
- Flucht nach Ägypten, Der hl. Franziskus in Ekstase, Jesus und Johannes der Täufer, um 1620, Quadreria (Bildergalerie) dei Girolamini
- Madonna mit Kind und den Hl. Joseph und Theresa von Avila, um 1622, Kirche Santa Teresa, Caprarola
- Madonna mit Kind und Heiligen, um 1622–25, Gemäldegalerie Alte Meister, Dresden
- Der auferstandene Christus erscheint vor der Jungfrau Maria, um 1622–25, Gemäldegalerie Alte Meister, Dresden (andere Versionen im Musée des Beaux-Arts, Nancy, und im Fitzwilliam Museum, Cambridge)
- Der gegeißelte Christus mit Engeln, um 1622–25, Schloss Schleissheim, München
- Jesus überreicht Petrus die Schlüssel, um 1622–25, Louvre, Paris
- Taufe Christi, 1622–23, Öl auf Leinwand, 263,5 × 186,5 cm, Kunsthistorisches Museum, Wien
- Maria Immaculata, Metropolitan Museum, New York
- Verkündigung, Louvre, Paris
- Die Einheit von Zeichnung und Malerei, 1620–25, Öl auf Leinwand, 81 × 86 cm, Louvre, Paris
- Heilige Dreifaltigkeit, 1625, Santissima Trinità dei Pellegrini, Rom
- Porträt von Kardinal Roberto Ubaldini (1581–1635), 1627, Öl auf Leinwand, 196,8 × 149,2 cm, Los Angeles County Museum of Art
- Entführung der Helena, 1626–29, Öl auf Leinwand, 253 × 265 cm, Louvre, Paris (halbautographe Kopie in der Galerie des Palazzo Spada, Rom)
- Verkündigung, um 1628–29, Pinacoteca comunale, Ascoli Piceno
- Madonna und Kind, ca. 1628–30, Öl auf Leinwand, 91,4 × 114,3 cm, North Carolina Museum of Art
- Caritas (Allegorie der Nächstenliebe), ca. 1628–30 (?), Öl auf Leinwand, 137,2 × 106,0 cm, Metropolitan Museum of Art, New York
- Verkündigung (für Maria de’ Medici), 1629, Öl auf Leinwand, 319 × 221 cm, Louvre, Paris
- Mariä Himmelfahrt, um 1630, Chiesa della SS. Assunta, Castelfranco Emilia
- Madonna mit den Hl. Thomas und Hieronymus, um 1630, Musei Vaticani, Rom
- Disputa der Kirchenväter über die Maria Immacolata, um 1630, Eremitage, St. Petersburg
- Erzengel Michael, um 1630, Chiesa dei Cappuccini, Rom
- Thronende Madonna mit den Stadtheiligen von Bologna (sog. Gelöbnis- oder Pest-Altar), 1631–32, Öl auf Seide, 382 × 242 cm, Pinacoteca Nazionale, Bologna
- Hl. Maria Magdalena, 1633, Öl auf Leinwand, 234 × 151 cm, Galleria Nazionale d’Arte Antica, Rom
- Triumph des Hiob, 1630er Jahre, Notre Dame de Paris
- Reinigung der Jungfrau, 1630er Jahre, Louvre, Paris
- Circumcision, 1636, Chiesa di San Martino, Siena
- Himmelfahrt Mariä, 1630er Jahre, Musée des Beaux-Arts, Lyon
- Anbetung der Hirten, 1630er Jahre, Museo di Capodimonte, Neapel
- Anbetung der Hirten, 1630er Jahre, National Gallery, London
- Fortuna, 1630er Jahre, Musei Vaticani, Rom (andere Version in der Accademia di San Luca, Rom)
- Raub der Europa, 1630er Jahre, London (andere Version in Eremitage, St. Petersburg)
- Judith mit dem Haupt des Holofernes, 1630er Jahre, Galerie des Palazzo Spada, Rom
- Porträt des Bernardino Spada, 1630er Jahre, Galerie des Palazzo Spada, Rom
- Joseph und die Frau des Potiphar, 1630er Jahre, Puschkin-Museum, Moskau
- Selbstmord der Kleopatra, 1630er Jahre, Öl auf Leinwand, 114,2 × 95,0 cm, Royal Collection
- Salomè, 1630er Jahre, Galerie des Palazzo Corsini, Rom
- Hl. Andrea Corsini, 1630er Jahre, Pinacoteca Nazionale, Bologna (andere Version in Florenz)
- Der hl. Hieronymus mit dem Engel, um 1634–35, Kunsthistorisches Museum, Wien (andere Version in Detroit)
- Erzengel Michael, um 1635, Öl auf Seide, Santa Maria della Concezione, Rom
- Selbstporträt, um 1635, Öl auf Leinwand, 48,5 × 37,0 cm, Uffizien, Florenz
- Heiliger Matthäus Evangelist und der Engel, 1635–40, Vatikanische Pinakothek, Rom
- Das Jesuskind mit dem Fink, ca. 1634–1642, Öl auf Leinwand, Blanton Museum of Art, Austin (Texas)
- Die Himmelfahrt Mariae, um 1638–39, Öl auf Seide, 295 × 208 cm, Alte Pinakothek, München
- Selbstmord der Kleopatra, 1638–40, Öl auf Leinwand, Palazzo Pitti, Florenz
- Salome mit dem Haupt Johannes des Täufers, Öl auf Leinwand, 248,5 × 174,0 cm, Art Institute of Chicago
- Ecce Homo, um 1639, Öl auf Leinwand, 113,0 × 95,2 cm, Fitzwilliam-Museum, Cambridge
- Christus mit der Dornenkrone, ca. 1639–40, Öl auf Leinwand, 79 × 65 cm, Gemäldegalerie Alte Meister, Dresden
- Kreuzigung, um 1640, Galleria Ambrosiana, Mailand
- Kreuzigung, um 1640, San Lorenzo in Lucina, Rom
- Der Heilige Joseph mit dem Jesuskind, 1640, Öl auf Leinwand 88,90 × 72,39 cm, Museum of Fine Arts, Houston (andere Version in der Eremitage, St. Petersburg)
- Die Erziehung der Jungfrau Maria, 1640–42, Eremitage, St. Petersburg
- Anbetung der Könige, 1642, Öl auf Leinwand, 367,3 × 268,6 cm, Cleveland Museum of Art
- Mädchen mit Kranz (unvollendet), 1642, Pinacoteca Capitolina, Rom
- Der Freitod der Lukretia,  H215 × B151 cm, Neues Palais, Potsdam
- Diogenes in der Tonne, H193 × B143 cm, Neues Palais, Potsdam

## Museen und Ausstellungen
| - Alte Pinakothek, München - Auckland Art Gallery - Dulwich Picture Gallery, London - Galleria Colonna, Rom - Gemäldegalerie Alte Meister, Dresden - Kunsthistorisches Museum, Wien - Niedersächsisches Landesmuseum für Kunst und Kulturgeschichte Oldenburg - Los Angeles County Museum of Art (LACMA) - Louvre, Paris - Musée des Beaux-Arts, Dijon - Musée des Beaux-Arts, Lyon - Musei Capitolini, Rom - Museum der bildenden Künste, Leipzig | - Museum of Fine Arts, Houston - National Gallery of Canada, Ottawa - Nationalmuseum für westliche Kunst, Tokio - Norton Simon Museum, Pasadena (Kalifornien) - Palazzo Ducale, Mantua - Palazzo Ridolfo e Giovanni Francesco Brignole Sale (Palazzo Rosso), Genua - Pinacoteca Nazionale di Bologna - Royal Academy of Arts, London - Schloss Wilhelmshöhe, Kassel - Staatliche Kunstsammlungen Dresden - Städel Museum, Frankfurt am Main - Villa Borghese, Rom - Walker Art Gallery, Liverpool - Walters Art Museum, Baltimore |